# East Side Gallery

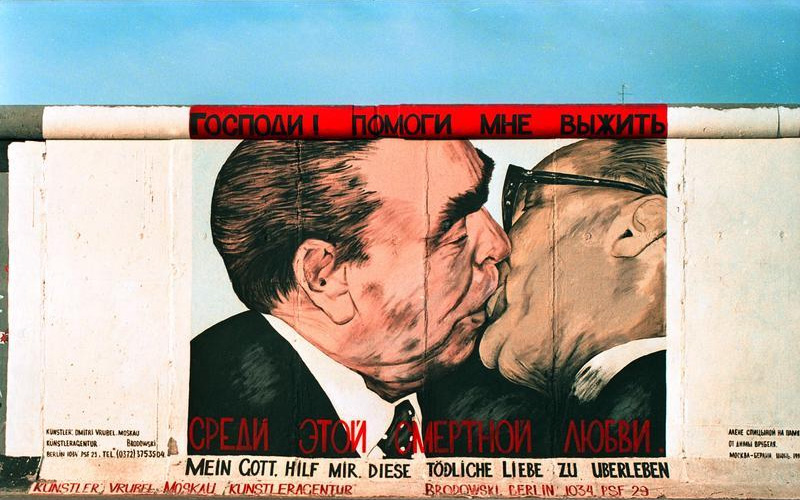
Dmitri Wrubel: „Mein Gott, hilf mir, diese tödliche Liebe zu überleben“ – East Side Gallery, 1991

Das Denkmal East Side Gallery im Berliner Ortsteil Friedrichshain ist eine dauerhafte Open-Air-Galerie auf dem längsten noch erhaltenen Teilstück der Berliner Mauer in der Mühlenstraße zwischen dem Berliner Ostbahnhof und der Oberbaumbrücke entlang der Spree.
Im Frühjahr 1990, nach der Öffnung der Berliner Mauer, wurde dieses Teilstück von 118 Künstlern aus 21 Ländern auf einer Länge von 1316 Metern bemalt. Die Künstler kommentierten in gut einhundert Gemälden auf der ehemals Ost-Berlin zugewandten Seite der Mauer mit den unterschiedlichsten künstlerischen Mitteln die politischen Veränderungen der Jahre 1989/1990. Wegen städtebaulicher Maßnahmen ist sie mittlerweile nicht mehr durchgehend erhalten, und anstelle der Originale von damals existieren heute nur noch die im Jahr 2009 entstandenen Repliken.
Die eigentliche Grenze bildete an dieser Stelle das Kreuzberger Ufer der Spree. Die Galerie befindet sich an der sogenannten Hinterlandmauer, die das Grenzgebiet nach Ost-Berlin hin abschloss. Längs dieser Grenzanlagen verlief mit der Mühlenstraße eine der Hauptausfallstraßen in Richtung Süden. Aufgrund der räumlichen Gegebenheiten waren die zuletzt üblichen Betonröhren bereits hier aufgesetzt, so dass die Hinterlandmauer in diesem Bereich untypischerweise optisch, aber etwas überhöht, der äußeren Mauer glich.

## Geschichte

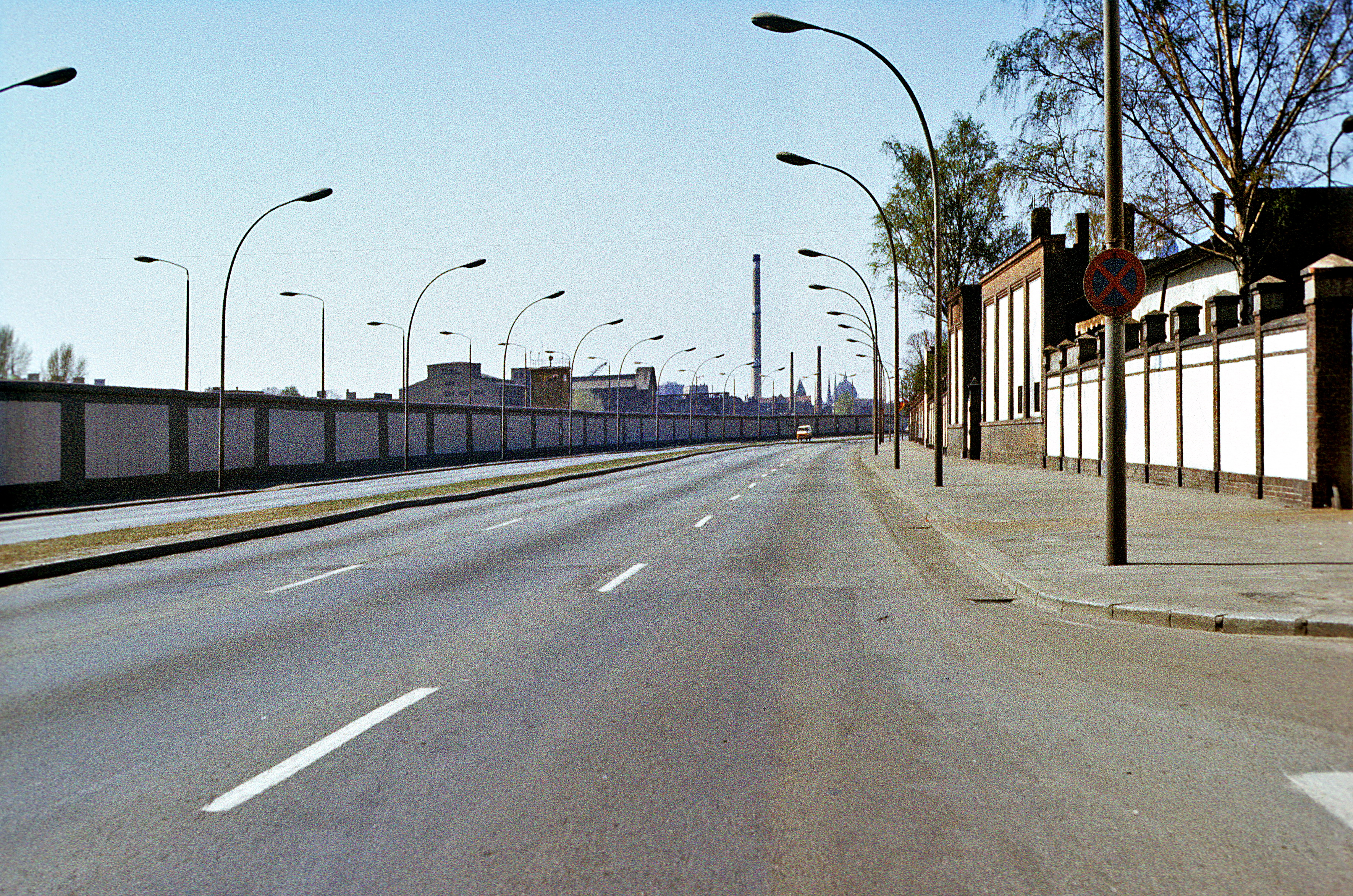
Die Mühlenstraße im Jahr 1987, Blick in Richtung Nordwest

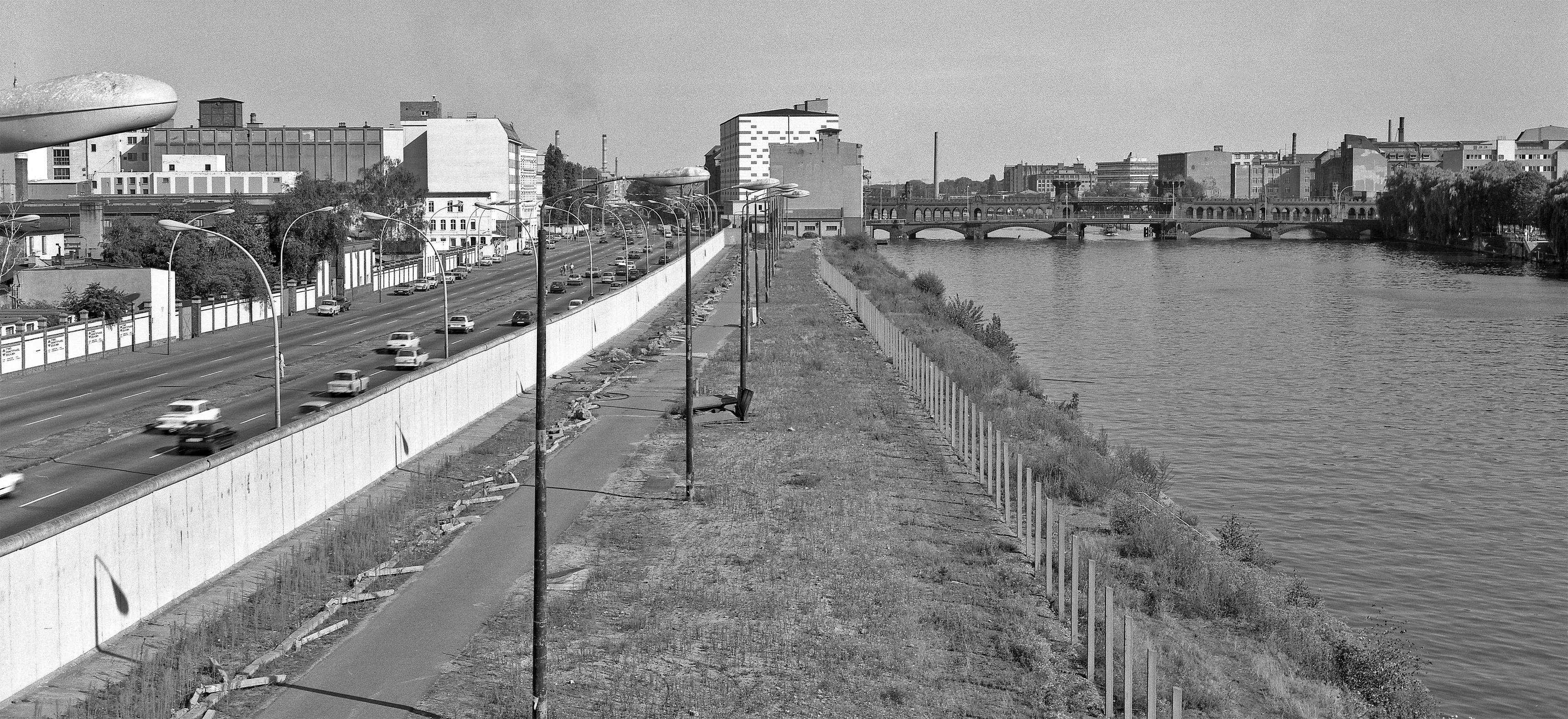
Das Gebiet der East Side Gallery im August 1990

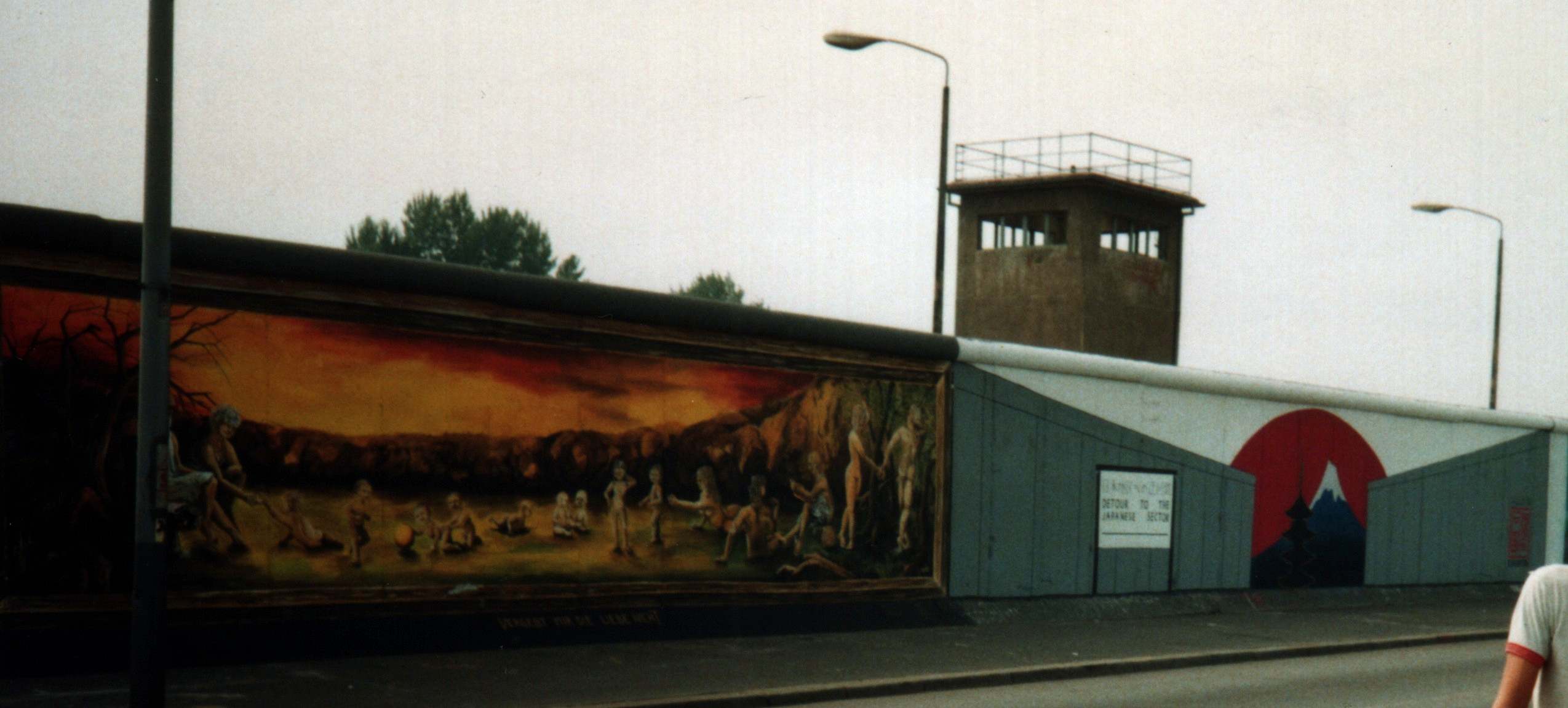
Teil der East Side Gallery im August 1990, Grenzwachturm hinter der Straßenmauer

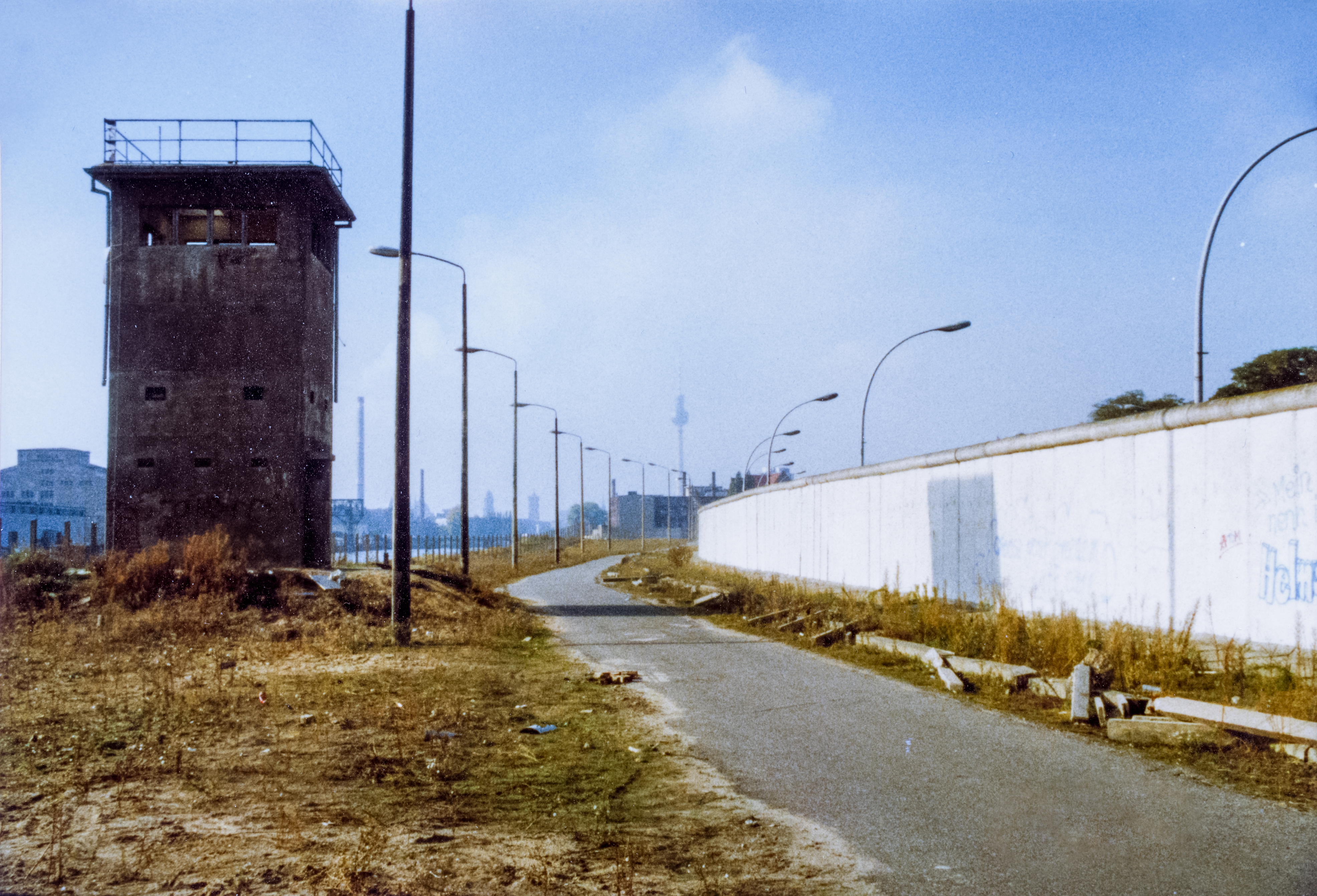
Die spätere East Side Gallery am 2. Oktober 1990

Nach einem Hilferuf des Verbandes Bildender Künstler der DDR (VBK) an den Bundesverband Bildender Künstlerinnen und Künstler (BBK) in Frankfurt am Main im November 1989 reisten dessen Vorsitzende Barbara Greul-Aschanta und der BBK-Vorstandssprecher Bodo Sperling nach Berlin, um mit dem VBK unter der Leitung von Jörg Kubitzki Verhandlungen über den Zusammenschluss der beiden deutschen Verbände zu führen und den Künstlern Lösungen aufzuzeigen, wie sie nun ihren finanziellen Alltag bewältigen können. Die DDR-Künstler hatten seit Oktober 1989 keine Einkünfte mehr aus den bisherigen Staatsaufträgen erhalten. Nach dreimonatigen Gesprächen und Diskussionen, wie es denn weiter gehen kann und wie Künstler in Westdeutschland mit ihrer Kunst Geld verdienen, wurden Pläne für ein gemeinsames Projekt East Side Gallery geschmiedet.
Im Februar 1990 kam es nach Einholen einer Erlaubnis durch das damalige Ministerium für Nationale Verteidigung unter Leitung von Theodor Hoffmann und des Ministerrats der Deutschen Demokratischen Republik zur offiziellen Gründung des Projektes „East Side Gallery“. Gleichzeitig wurden Vorbereitungen zu einer gemeinsamen Kunstausstellung im Gebäude der damaligen Humboldt-Universität zu Berlin für Agrarwissenschaften in der Invalidenstraße 42 getroffen. Über Botschaften und diplomatische Vertretungen wurden Künstler aus vielen Teilen der Welt eingeladen, an dem Projekt teilzuhaben.
Als Großsponsoren boten sich durch die Vermittlung der Botschaft der Vereinigten Staaten, Coca-Cola und McDonald’s an, das erste gesamtdeutsche Kunstprojekt zu fördern. In oft nächtelangen Diskussionen in den Clubs und privaten Künstlerwohnungen im Ostteil Berlins konnten die Bedenken der Ostberliner Künstler nicht ausgeräumt werden, eventuell die durch den Fall der Mauer frisch erreichte Unabhängigkeit durch Einwilligung in Sponsoring zu verlieren. So einigte man sich darauf, auf diese Unterstützung zu verzichten.
Im Sommer 1990 bot die japanische Botschaft an, die gesamte East Side Gallery nach Fertigstellung auf das ehemalige Gelände der Weltausstellung Expo 85 zu verschiffen. Die dafür notwendige Erlaubnis konnte allerdings aufgrund der damals ungeklärten Besitzverhältnisse an der Berliner Mauer nicht eingeholt werden. Wie sich später herausstellte, stand die gesamte Berliner Grenzanlage unter der Aufsicht der LPG-Leipzig, einer Deckorganisation des damaligen Ministeriums für Staatssicherheit (MfS) der DDR. Damit sollte eine allzu große Nähe zwischen den beiden Bevölkerungsteilen in Berlin unterbunden werden. Die Schottin Christine MacLean übernahm die tägliche Organisation und Umsetzung an der Mauer, sie nahm Künstler unter Vertrag und organisierte Sponsorengelder für einen Katalog. Am 28. September 1990 wurde die East Side Gallery feierlich auf einem Schiff auf der Spree eröffnet. Die Künstler schufen mit ihren individuellen Botschaften und Kommentaren ein Dokument dafür, dass der Wunsch nach Freiheit letztlich stärker ist als Zwangsmaßnahmen und Gewalt. Mit mehr als hundert Gemälden drückten sie ihre Freude über den Mauerfall und die Überwindung des Kalten Kriegs aus.
Noch im März 1990 hatten die Werbe- und Veranstaltungsgesellschaft mbH (Wuva) und der Rat des Stadtbezirks Friedrichshain einen Nutzungsvertrag für die Reste der Mauer an der Mühlenstraße geschlossen. Dieser erlaubte der Wuva die Anbringung kommerzieller Werbung – dafür fanden sich jedoch wenig Interessenten. Die Wuva verfolgte anfangs Pläne, die bemalten Mauerstücke als Ausstellung um die Welt zu schicken und anschließend zu versteigern. Stattdessen wurde im November 1991 der als East Side Gallery benannte Mauerstreifen unter Denkmalschutz gestellt.

### Sanierungen

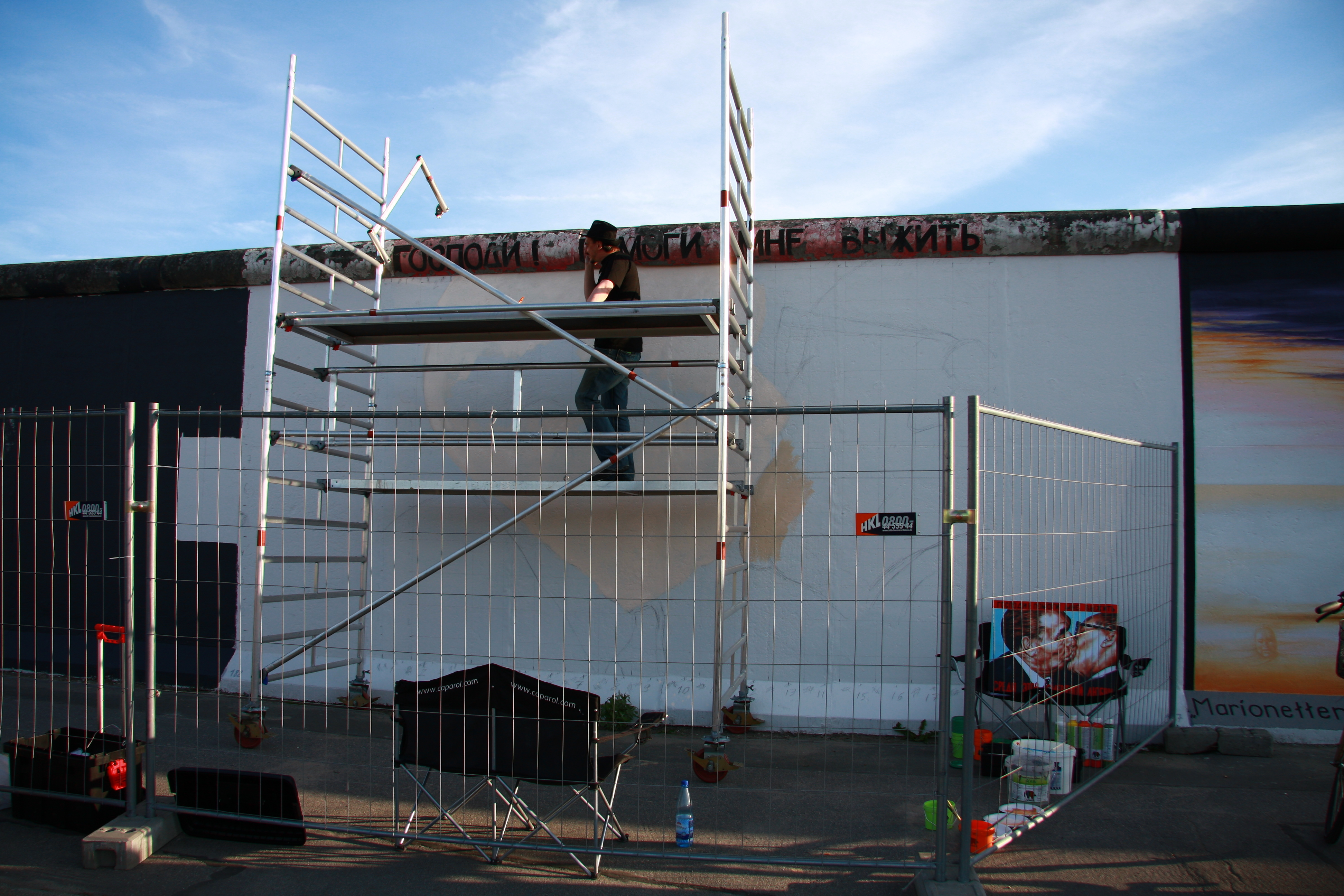
Dmitri Wrubel während der Wiederherstellung des Bildes Bruderkuss im Juni 2009, das neue Bild ist schon schemenhaft als Skizze zu erkennen

Im Laufe der Jahre sind viele Bilder der East Side Gallery stark verwittert. Vor allem Witterungseinflüsse und Graffiti schädigen die East Side Gallery. Einige Bilder verschwanden vollkommen, neue Bilder entstanden. 1996 gründete sich unter dem Vorsitz von Kani Alavi der Verein Künstlerinitiative East Side Gallery e. V., der sich seither um den Erhalt und die Sanierung bemüht. Die Sanierung im Jahr 2000 war eine wichtige Etappe der Bemühungen. Mit Hilfe des Verbands der Lackindustrie wurden 40 der stark angegriffenen Bilder restauriert. Die Betonflächen wurden geglättet und die noch vorhandenen Kunstwerke mit einem Speziallack versehen, der eine leichte Entfernung von Graffiti möglich macht. Ein Großteil der Gemälde blieb dennoch sanierungsbedürftig.

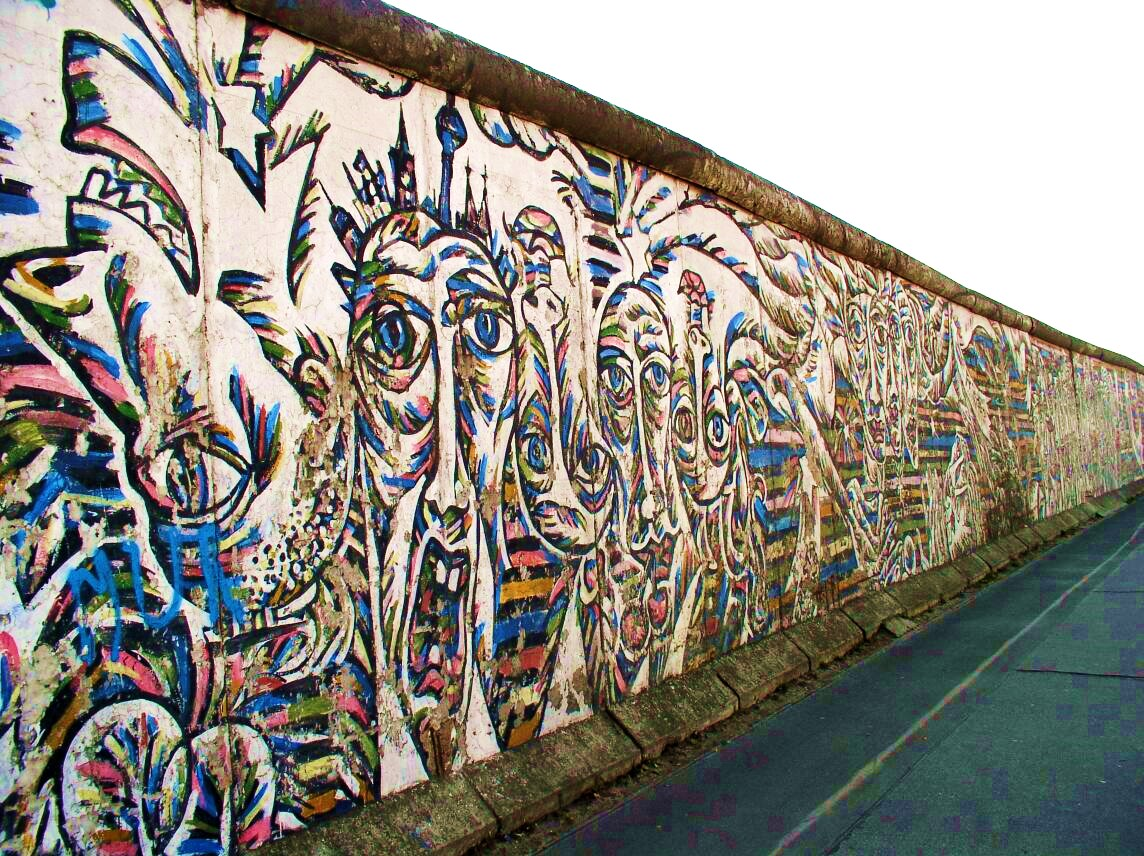
Abschnitt der East Side Gallery vor der Sanierung

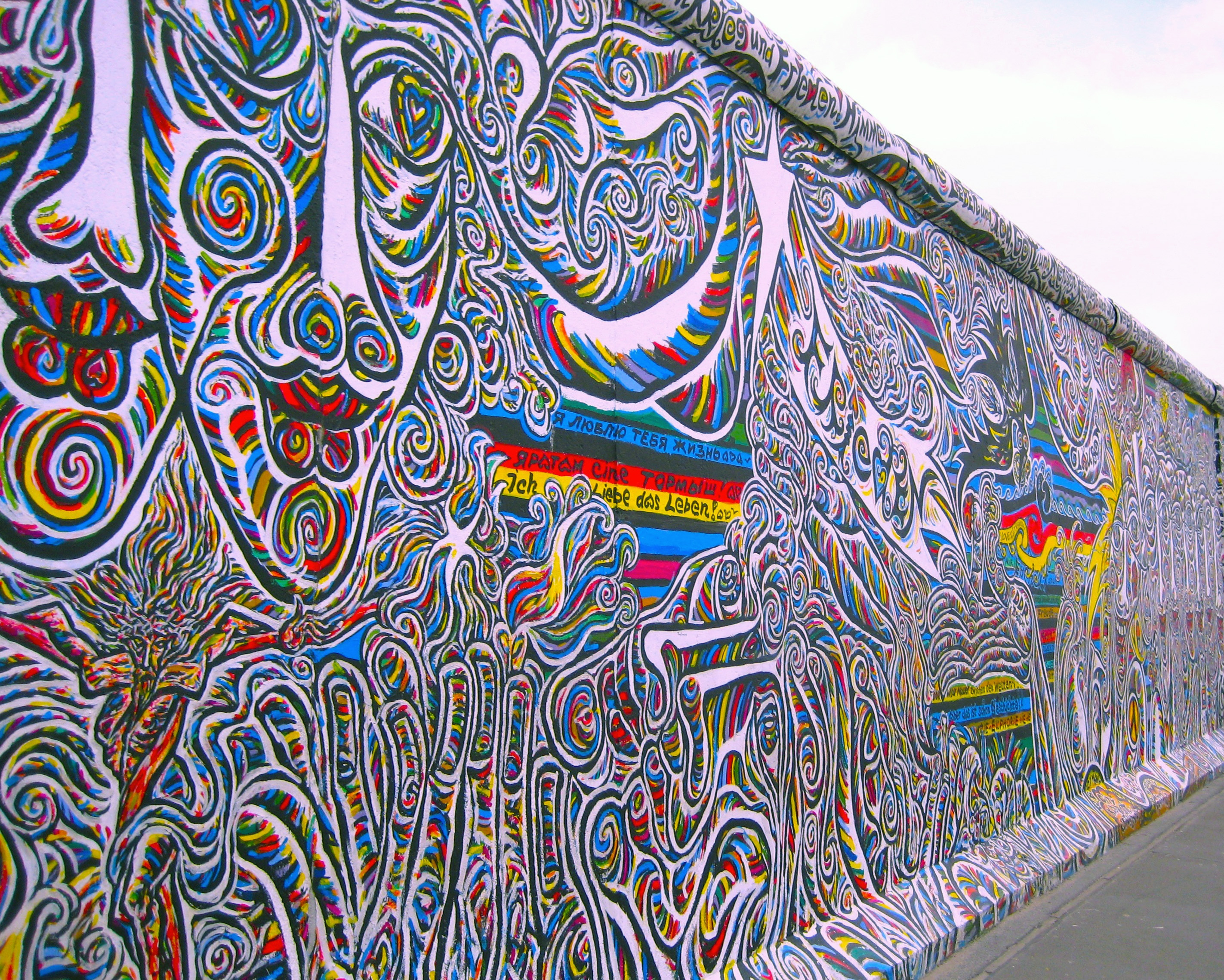
Ein Abschnitt nach der Sanierung

Im Oktober 2008 begann die erneute Sanierung der East Side Gallery. Hierfür standen 2,2 Millionen Euro zur Verfügung. Gesamtprojektleiter war die Gesellschaft der behutsamen Stadterneuerung mbH (S.T.E.R.N.). Auf einer Pressekonferenz anlässlich des Beginns der Sanierung beschrieb Kulturstaatssekretär André Schmitz die East Side Gallery als Teil des Berliner Gesamtkonzepts zur Erinnerung an die Berliner Mauer.

„Die East Side Gallery ist Teil des Berliner Gesamtkonzepts zur Erinnerung an die Mauer und zum Gedenken an deren Opfer. Während der Checkpoint Charlie der internationale Ort der Mauergeschichte ist, das Brandenburger Tor der nationale und die Bernauer Straße der Berlinische, haben wir die East Side Gallery und das Parlament der Bäume im Regierungsviertel als die beiden Orte des Umgangs mit der Mauer nach deren Fall in das Konzept aufgenommen.“

Laut S.T.E.R.N. war eine nachhaltige Instandsetzung des Mauerwerks Grundvoraussetzung der Sanierung. Dazu wurden die Stahlbewehrungen freigelegt, um sie von Korrosion zu befreien. Bei diesem Verfahren musste ein Großteil der Bilder abgestrahlt werden. Die entstandenen Löcher wurden mit einem speziellen Beton verfüllt, verspachtelt und grundiert. Zur Wiederherstellung der Motive wurden die Künstler der Werke, die ausfindig gemacht werden konnten, nach Berlin eingeladen, um ihr Bild ein zweites Mal an die Berliner Mauer zu malen. Dieser Aufforderung kamen 87 der noch lebenden 115 Künstler nach. Jeder Künstler erhielt eine Aufwandsentschädigung von 3000 Euro und eine Verpflegungskostenpauschale. Künstlern, die nicht aus Berlin kamen, wurden die Fahrt- und Unterkunftskosten erstattet.
Die Masken von Vyatcheslav Schlyakhov wurde als erstes wiederhergestelltes Bild im März 2009 enthüllt. Die Wiedereröffnung der sanierten Galerie fand am 6. November 2009 statt.
Einige der Künstler protestieren gegen die Sanierung: Sie seien zuvor nicht nach ihrem Einverständnis gefragt worden, bekämen ein Pauschalhonorar von 3000 Euro für die Rekonstruktion ihrer eigenen Werke, während die Lottostiftung Berlin für die Sanierung insgesamt knapp eine Million Euro bereitgestellt habe. Von den Werken hätten über die Jahre nur andere mit Print-Publikationen profitiert, weshalb etwa der Künstler Jim Avignon seinen Beitrag auf der Mauer bereits mit dem Wort „moneymachine“ (Geldmaschine) übermalt hatte. 14 Künstler gründeten daher die Gründerinitiative East Side mit dem Ziel, die Mittel der Lottostiftung ausschließlich den beteiligten Künstlern zur Wiederherstellung ihrer Bilder zukommen zu lassen. Diese Bemühungen setzten sich jedoch nicht durch.
Acht Künstler weigerten sich, Plagiate ihrer Bilder von 1990 zuzulassen. Sie sahen durch die Beseitigung der Werke ihre Urheberrechte verletzt, kritisierten die geringe Aufwandsentschädigung und beteiligten sich nicht an der Rekonstruktion. So bestehen zwischen den bunten Flächen vereinzelt unbemalte Felder. Auch der Lehrstuhlinhaber für Denkmalschutz an der TU Cottbus Leo Schmidt, der mit der Sanierung der Bernauer Straße, eines weiteren 250 Meter langen noch originalen Reststücks der Berliner Mauer beauftragt ist, unterstützte die Haltung der Gründerinitiative East Side, die gegen die Zerstörung der Originalbilder protestierte und für eine sachgerechte Restaurierung unter Einbezugnahme der vielen Graffiti waren.

„Es gehört zur Lebensgeschichte der Mauer, dass sie kaputt ist.“

Im Oktober 2013 übermalte Jim Avignon sein Bild mit Unterstützung mehrerer Kunstschüler ohne eine Genehmigung dafür zu besitzen. Die Künstlerinitiative kritisierte die Aktion und prüfte ein strafrechtliches Vorgehen gegen Avignon. Die Denkmalschutzbehörde prüfte die Verhängung eines Bußgeldes.
Das Werk der Künstler Margaret Hunter und Peter Russell soll als letztes Original-Kunstwerk mit Glas geschützt werden (Stand: 2017).

### Baumaßnahmen

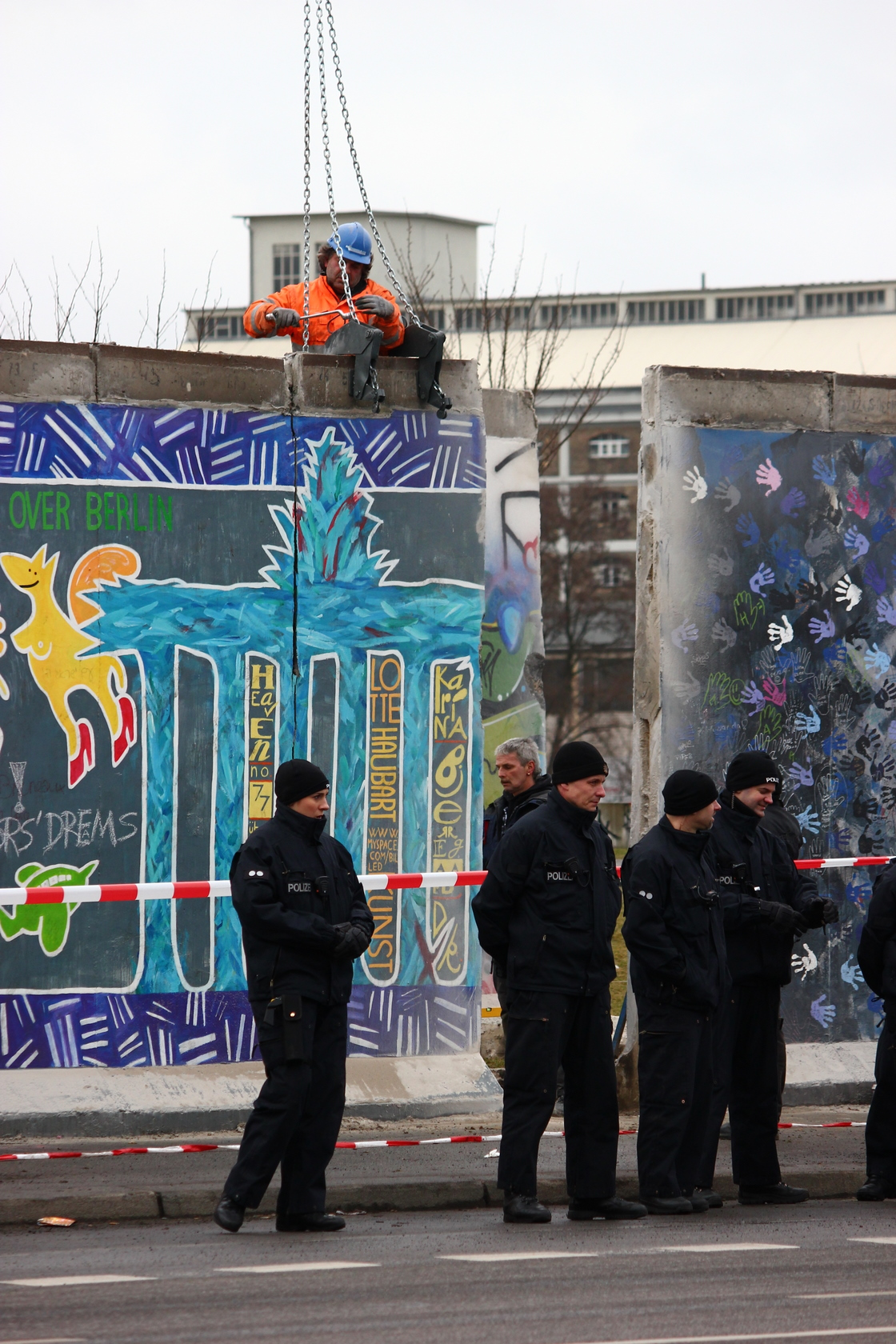
Beginn der Abbauarbeiten am 1. März 2013

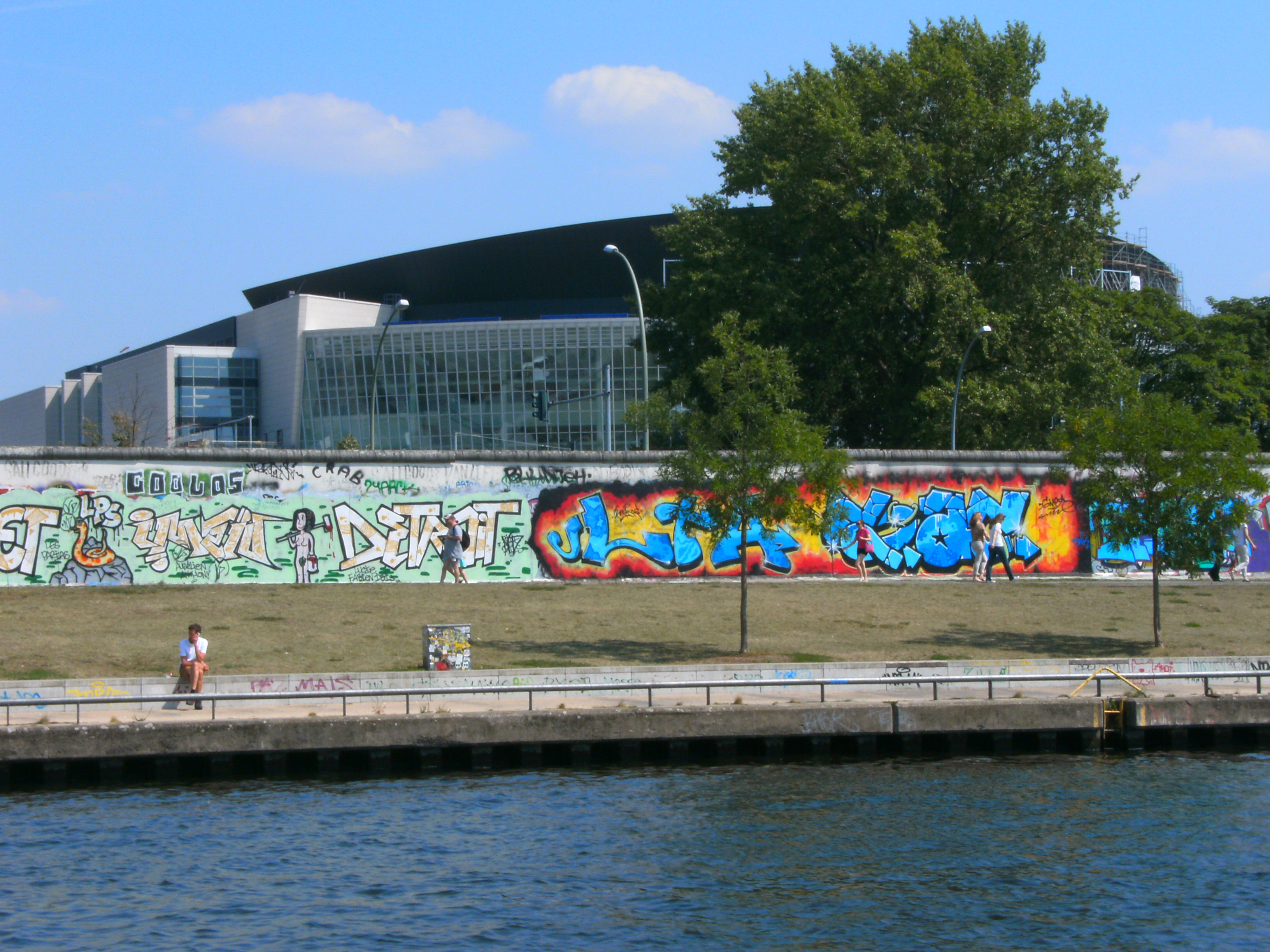
Sicht von der Spree auf die East Side Gallery, im Hintergrund die Uber Arena

Im Rahmen des Investorenprojektes Mediaspree wurde mit dem Bau der neuen Mehrzweck-Veranstaltungshalle O2 World (heute: Uber Arena) der US-amerikanischen Anschutz Entertainment Group auf dem ehemaligen Ostgüterbahnhof nördlich der Mühlenstraße die East Side Gallery im Juli 2006 ein etwa 41 Meter langer Teil der East Side Gallery herausgelöst und 50 Meter westwärts im ehemaligen Todesstreifen aufgestellt. Den Besuchern sollte hierdurch ein ungestörter Blick auf das Spreeufer ermöglicht werden.
Am 15. Mai 2005 wurde durch den Bezirk Friedrichshain-Kreuzberg ein Bebauungsplan festgesetzt, in dessen Geltungsbereich große Teile der East Side Gallery liegen. Dieser Bebauungsplan sieht die Wiederanlage der Brommystraße und somit einen Teilabbau der Mauerreste an der Einmündung in die Mühlenstraße vor. Zwischen der East Side Gallery und der Spree wurde ab der neuen Brommystraße in östlicher Richtung im Bebauungsplan Wohnbebauung ausgewiesen. Auf der Freifläche zwischen der Spree und der Mauer soll ein Uferpark entstehen, in den die East Side Gallery als „künstlerisch transformiertes Mauerdenkmal“ integriert werden soll. Laut der Berliner Senatsverwaltung für Stadtentwicklung und Umwelt sollen „die Bildwerke der East Side Gallery erhalten werden“.
Für die geplante Wohnbebauung erhielt der Grundstücksbesitzer am 30. Juni 2008 eine Baugenehmigung. Am Morgen des 1. März 2013 begannen Bauarbeiten für die Umsetzung von Teilen der East Side Gallery, um Platz für den Wiederaufbau der Brommybrücke zu schaffen, die die Mühlenstraße über die Spree mit Kreuzberg verbinden soll. Ebenso soll Raum für einen Fluchtweg von dem öffentlich begehbaren Grünstreifen zwischen Spree und East Side Gallery entstehen. Die Bauarbeiten seien „vom Landesdenkmalamt und der Obersten Denkmalbehörde abgesegnet“ worden, teilte der Bezirksbürgermeister Franz Schulz der Bild-Zeitung mit, der Senator für Stadtentwicklung und Umwelt teilte in einer Antwort auf eine Abgeordneten-Anfrage mit, dass die schwerwiegenden Bedenken des Landesdenkmalamtes im Bebauungsplanverfahren zurückgestellt worden seien. Der Investor gab an, vom Bezirksbürgermeister Franz Schulz in einem städtebaulichen Vertrag dazu verpflichtet worden zu sein, hier einen Durchgang zu schaffen. Die Arbeiten wurden aufgrund des Protests von etwa 400 Demonstranten zunächst eingestellt. An einer weiteren Demonstration am 17. März 2013 nahmen gut 6000 Menschen teil, darunter der Schauspieler und Sänger David Hasselhoff. Am Morgen des 27. März 2013 wurden unter Polizeischutz vier weitere Teilsegmente entfernt und so eine rund sechs Meter breite Baustellenzufahrt geschaffen.
Der Denkmalschützer Leo Schmidt fordert unterdessen den Berliner Senat auf, einen Aufnahmeantrag für die UNESCO-Liste zu stellen. Eine Einreichung sei im Gegensatz zur Argumentation des Senates noch möglich, wenn Berlin den entsprechenden Antrag gemeinsam mit dem Land Brandenburg stellen würde. Die Kultusministerkonferenz analysiert alle Vorschläge, 2014 soll das Ergebnis feststehen.

### Zukunft der East Side Gallery
Zum 1. November 2018 hat das Land Berlin die Verantwortung für die Grundstücke „Park an der Spree“ und „East-Side-Park“ mit den als „East Side Gallery“ bekannten Elementen der ehemaligen Berliner Mauer aus dem Eigentum des Landes Berlin in das Eigentum der Stiftung Berliner Mauer übertragen. Das Parlament stimmte einer Vorlage des Senators für Kultur und Europa zu, die den Hauptausschuss passiert hatte. Die Stiftung Berliner Mauer erhielt damit das Mandat für den baulichen Unterhalt des Denkmals East Side Gallery, die Pflege der zugehörigen öffentlichen Grünanlage sowie für die Vermittlung des historischen Erinnerungsortes.
Künftig sollen Besucher an der East Side Gallery mehr Informationen und historische Einordnung erhalten. Die Stiftung hat zu diesem Zweck ein umfangreiches Führungsprogramm aufgelegt. Ziel aller neuen Vermittlungsangebote ist es, den einzigartigen Doppelcharakter des historischen Ortes zu veranschaulichen: Als künstlerisches Zeugnis und Symbol der Freude über die friedliche Überwindung der deutschen Teilung einerseits; als Zeugnis des DDR-Grenzregimes andererseits. Beide  Narrative gilt es in einer gemeinsamen Erzählung in Beziehung zu setzen.

## Künstler und Motive
1. Oskar (Hans Bierbrauer)
2. Narenda K. Jain: Sieben Stufen der Erleuchtung
3. Fulvio Pinna: Hymne an das Glück
4. Kikue Miyatake: Paradise Out Of The Darkness
5. Günther Schaefer: Vaterland
6. Georg Lutz [Rauschebart]
7. César Olhagaray: Urmenschen der Computer
8. Jens-Helge Dahmen: Pneumohumanoiden
9. Gábor Simon: Space Magic
10. Siegrid Müller-Holtz: Gemischte Gefühle
11. Ursula Wünsch: Frieden für Alles
12. Oliver Meline [Feind]: Willkommen
13. Ulrike Zott: Ohne Titel
14. Ana Leonor Rodriges: Ohne Titel
15. Muriel Raoux, Kani Alavi: Ohne Titel
16. Muriel Raoux: Les Yeux Ouverts
17. Ditmar Reiter: Ohne Titel
18. Santoni: Trilogie-Maschine Macht
19. Bodo Sperling: Die Transformierung des Pentagramms zu einem Friedensstern in einem großen Europa ohne Mauern
20. Barbara Greul Aschanta: Deutschland im November
21. Willi Berger: Soli Deo Gloria (nach einem Werk von Johannes Meissel)
22. André Sécrit, Karsten Thomas: Du hast gelernt, was Freiheit heißt
23. Theodor Chezlav Tezhik: The Big Kremlin’s Wind
24. Catrin Resch: Europas Frühling
25. Irina Dubrowskaja: Die Wand muss weichen wenn der Meteorit der Liebe kommt
26. Dmitri Wladimirowitsch Wrubel: Mein Gott hilf mir, diese tödliche Liebe zu überleben (Nach einem Foto von Régis Bossu)
27. Marc Engel: Marionetten eines abgesetzten Stücks
28. Alexey Taranin: Ohne Titel
29. Michail Serebrjakow: Diagonale Lösung des Problems
30. Rosemarie Schinzler: Alles offen
31. Rosemarie Schinzler: Wachsen lassen
32. Christine Fuchs: How’s God? She’s Black
33. Gerhard Lahr: Berlyn
34. Karin Porath: Freiheit fängt innen an
35. Lutz Pottien-Seiring: Ohne Titel
36. Wjatschleslaw Schjachow: Die Masken
37. Dmitri Wrubel: Danke, Andrej Sacharow
38. Jeanett Kipka: Vogelflug
39. Schamil Gimajew: Worlds People, wir sind ein Volk
40. Jürgen Große: Die Geburt der Kachinas
41. Christopher Frank: Stay Free
42. Andreas Paulun: Amour, Paix
43. Joaquim Antonio Gocalves Borregana (Kim Prisu): O Povo Unido Nunca Mais Sera Veicido
44. Greta Csatlòs (Künstlergruppe Ciccolina): Sonic Malade
45. Henry Schmidt: Vergesst mir die Liebe nicht
46. Thomas Klingenstein: Umleitung in den japanischen Sektor
47. Karsten Wenzel: Die Beständigkeit der Ignoranz
48. Pierre-Paul Maillé: Ohne Titel
49. Andy Weiß: Geist Reise
50. Gabriel Heimler: Der Mauerspringer
51. Salvadore de Fazio: Dawn of Peace
52. Gerald Kriedner: Götterdämmerung
53. Christos Koutsouras: Einfahrt Tag und Nacht freihalten
54. Yvonne Onischke (geb. Matzat; Künstlername seit 2005 Yoni): Berlin bei Nacht
55. Peter Peinzger: Stadtmenschen
56. Elisa Budzinski: Wer will, dass die Welt so bleibt, wie sie ist, der will nicht, dass sie bleibt
57. Sabine Kunz: Ohne Titel
58. Lance Keller: The Wall
59. Jay One (Jacky Ramier): Ohne Titel
60. Klaus Niethardt: Justitia
61. Mirta Domacinovic: Zeichen in der Reihe
62. Patrizio Porrachia: Der Blitz
63. Ines Bayer, Raik Hönemann: Es gilt viele Mauern abzubauen
64. Thierry Noir: Hommage an die Junge Generation
65. Teresa Casanueva: Sprosse
66. Stephan Cacciatore: La Buerlinica
67. Karina Bjerregaard, Lotte Haubart: Himlen over Berlin
68. Christine Kühn: Touch the Wall
69. Rodolfo Ricàlo: Vorsicht
70. Birgit Kinder: Test the Best
71. Margaret Hunter, Peter Russell: Ohne Titel
72. Peter Russell: Himmel und Sucher
73. Margaret Hunter: Joint Venture
74. Sándor Rácmolnár: Waiting for a New Prometheus
75. Gábor Imre: Wasserfall
76. Pal Gerber: Sag, welche wunderbaren Träumen halten meinen Sinn umfangen
77. Gábor Gerhes: Ohne Titel
78. Sándor Györffy: Feuerköpfe
79. Gruppe Stellvertretende Durstende: Farbe Übertrag
80. Laszlo Erkel (Kentaur): You can see Infinity
81. Kani Alavi: Es geschah im November
82. Jim Avignon, Miriam Butterfly, Tomas Fey: Doin it cool for the East Side (im Oktober 2013 mit neuem Motiv übermalt)
83. Peter Lorenz: US Flagge
84. Dieter Wien: Der Morgen
85. Jacob Köhler: Lotus
86. Carmen Leidner: Niemandsland
87. Jens Hübner, Andreas Kämper: Ohne Titel
88. Hans-Peter Dürhager, Ralf Jesse: Der müde Tod
89. Jolly Kunjappu: Dancing for Freedom
90. Susanne Kunjappu-Jellinek: Curriculum Vitae
91. Mary Mackay: Tolerance
92. Carsten Jost, Ulrike Steglich: Politik ist die Fortsetzung des Krieges mit anderen Mitteln
93. Brigida Böttcher: Flora geht
94. Ignasi Blanch i Gisbert: Parlo d’Amor
95. Kiddy Citny: Ger-Mania
96. Petra Suntinger, Roland Gützlaff: Apollo
97. Andrej Smolak: Ohne Titel
98. Lana Kim: Ohne Titel
99. Karin Velmanns: Ohne Titel
100. Rainer Jehle: Denk-Mal, Mahn-Mal
101. Kamel Alavi: Ohne Titel
102. Kasra Alavi: Flucht
103. Ingeborg Blumenthal: Der Geist ist wie Spuren der Vögel am Himmel
104. Lana Kim: Ohne Titel

## Gallery

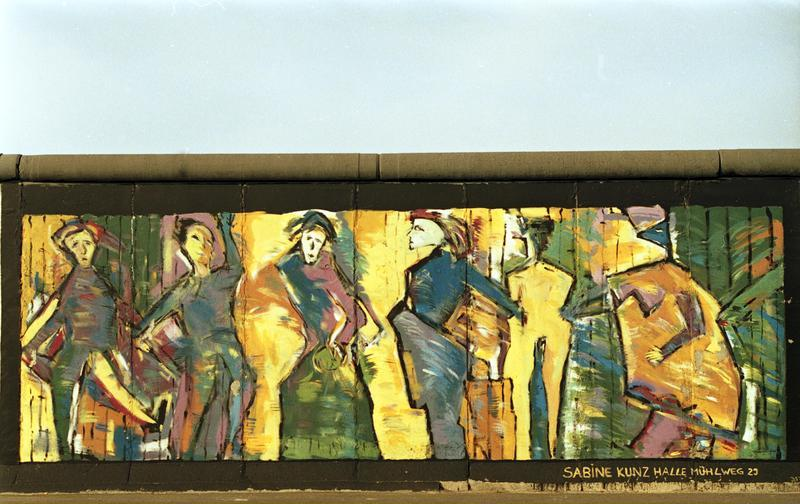
East Side Gallery, 1991
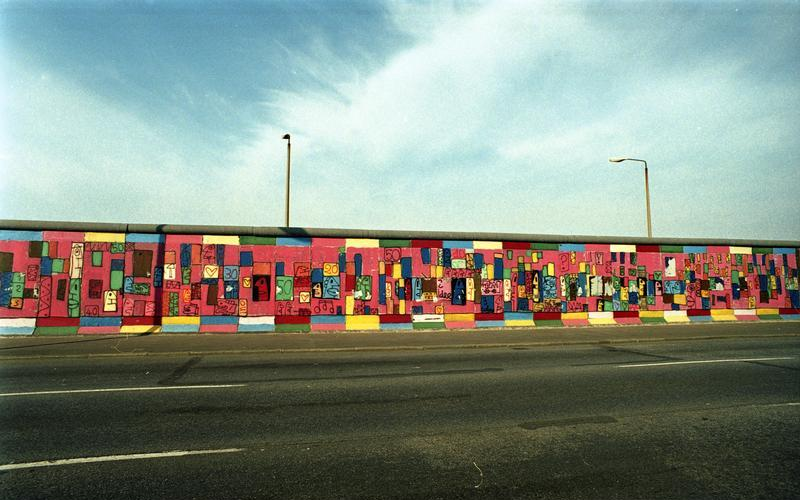
East Side Gallery, 1991
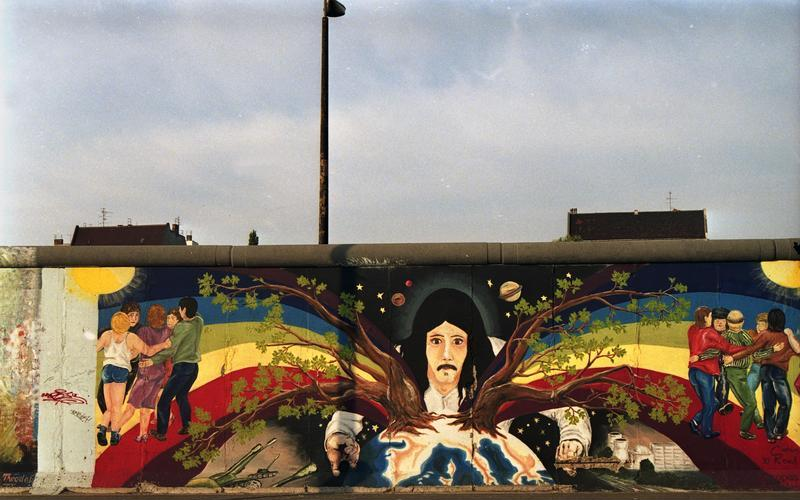
East Side Gallery, 1991
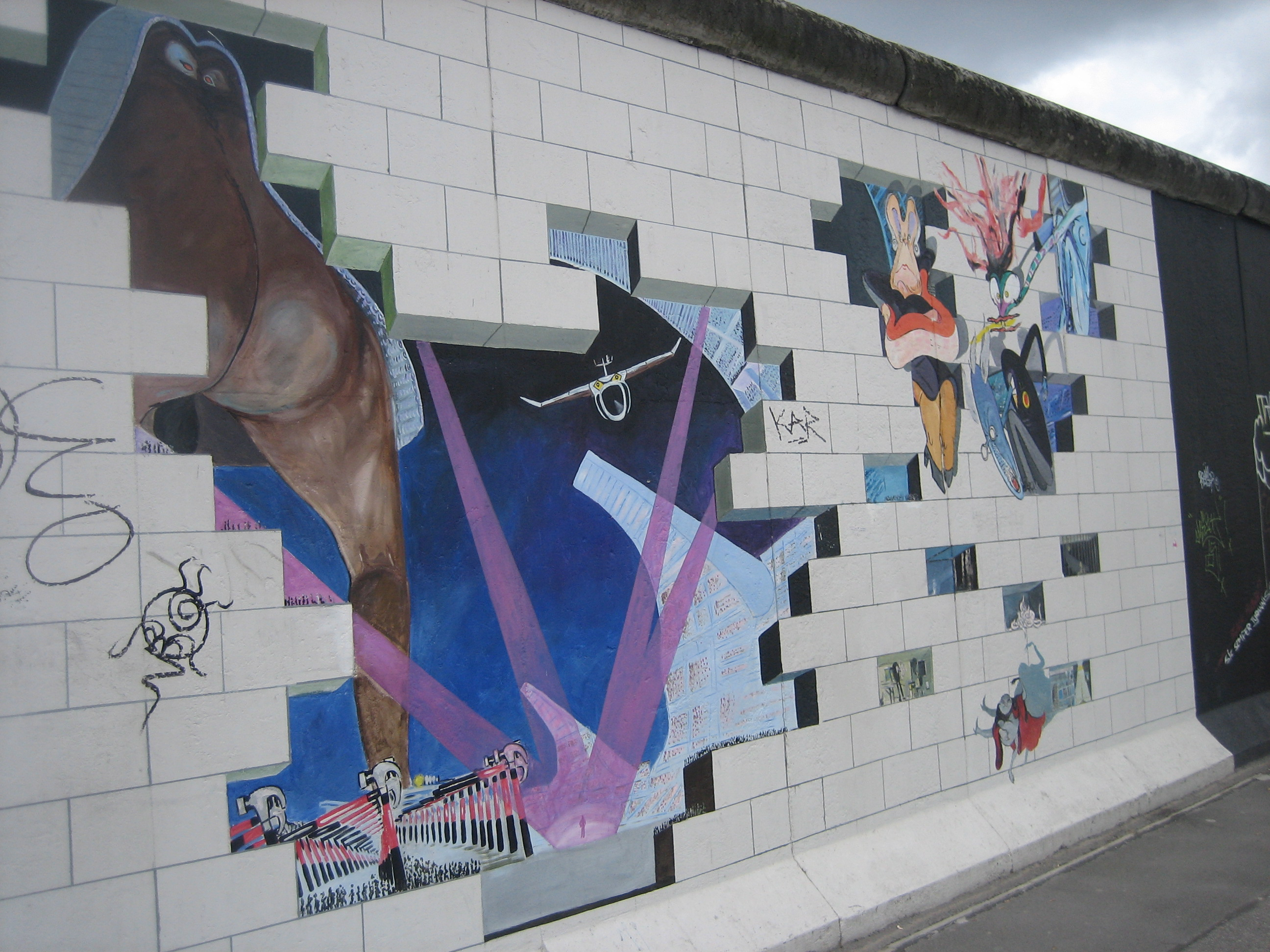
Another brick in the wall
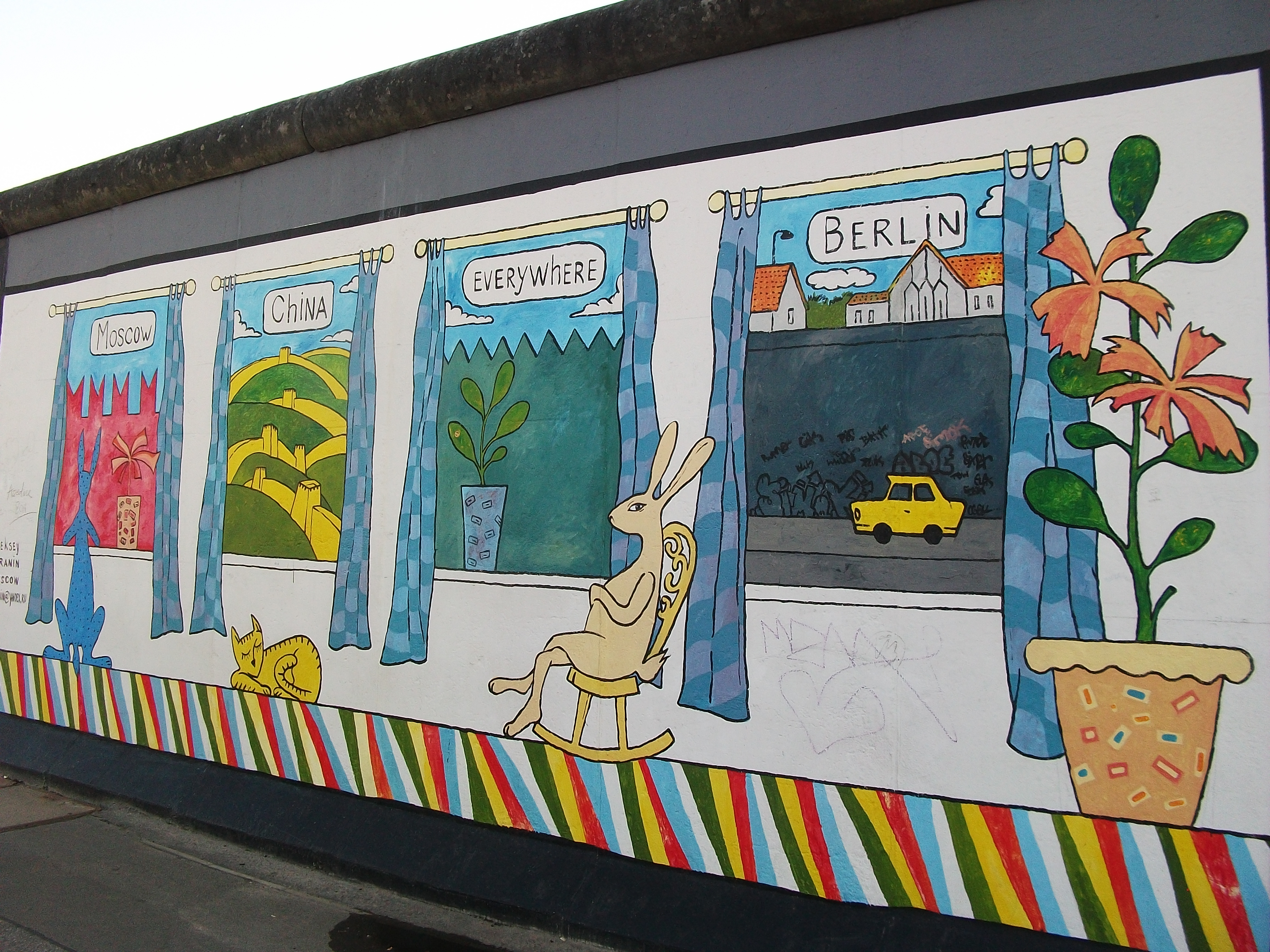
Teil der East Side Gallery, 2011
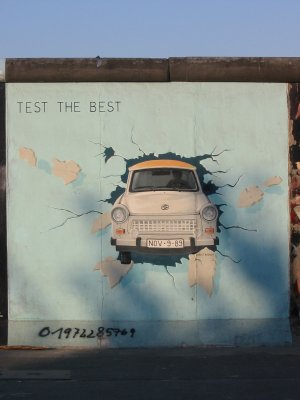
Birgit Kinder: Test the Best
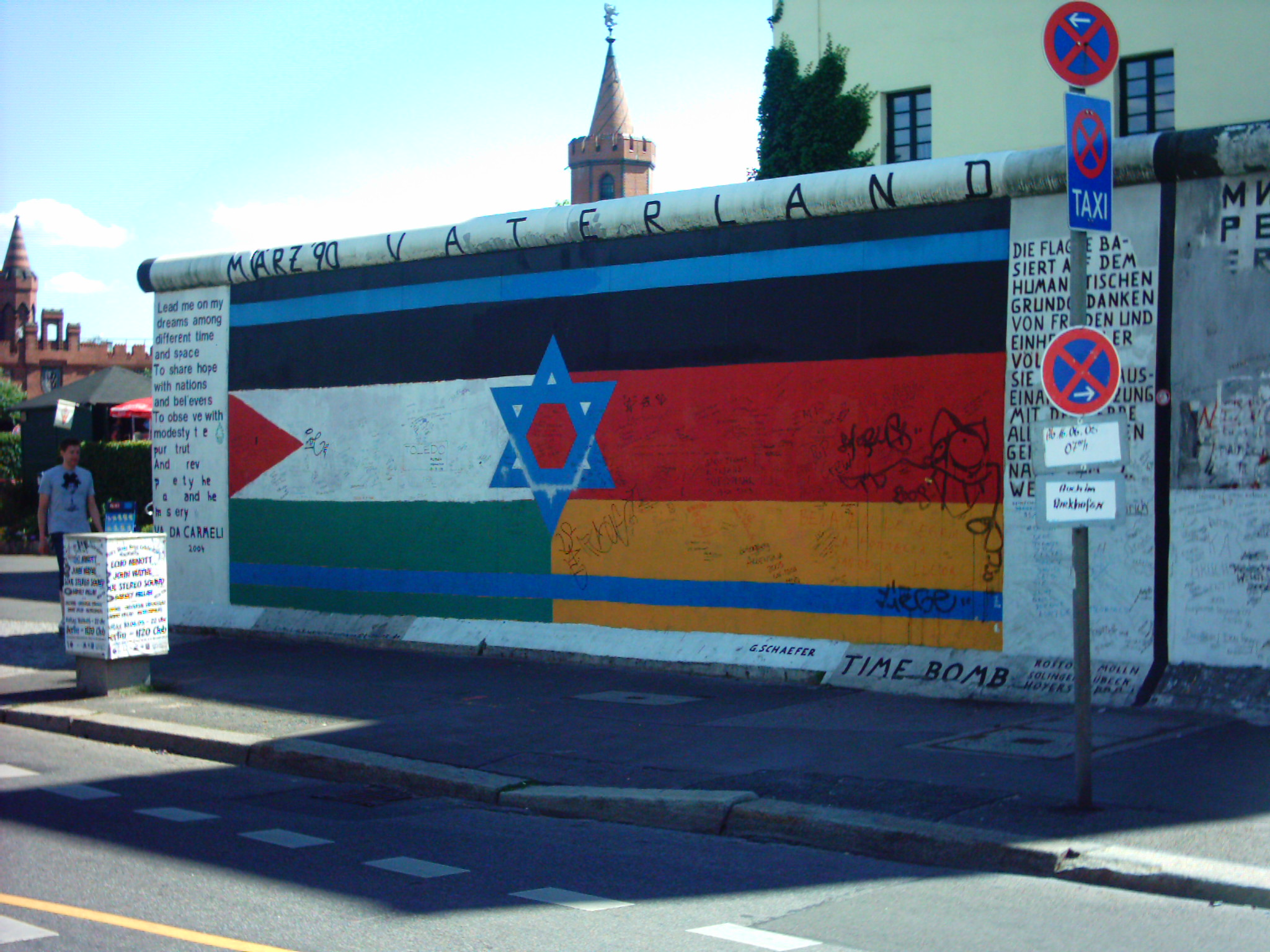
Vaterland von Günther Schaefer. Die Flagge des Zusammengehörigkeitsgefühls der Nationen und Religionen
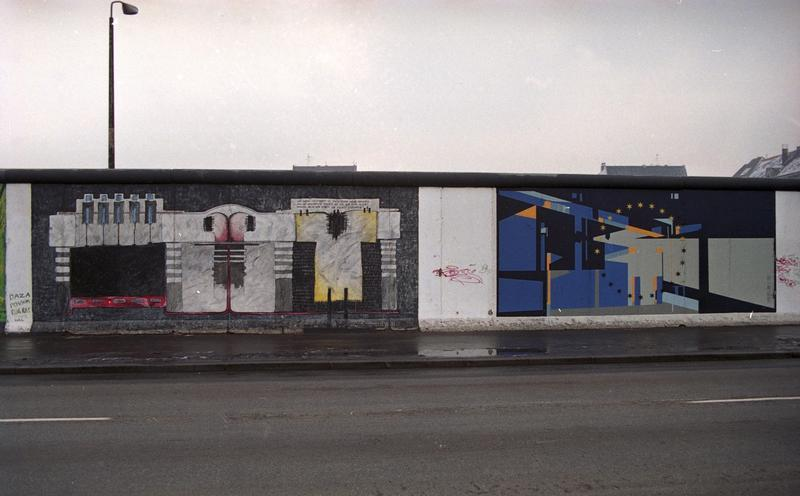
Bilder von Santoni (links) und Bodo Sperling (rechts)
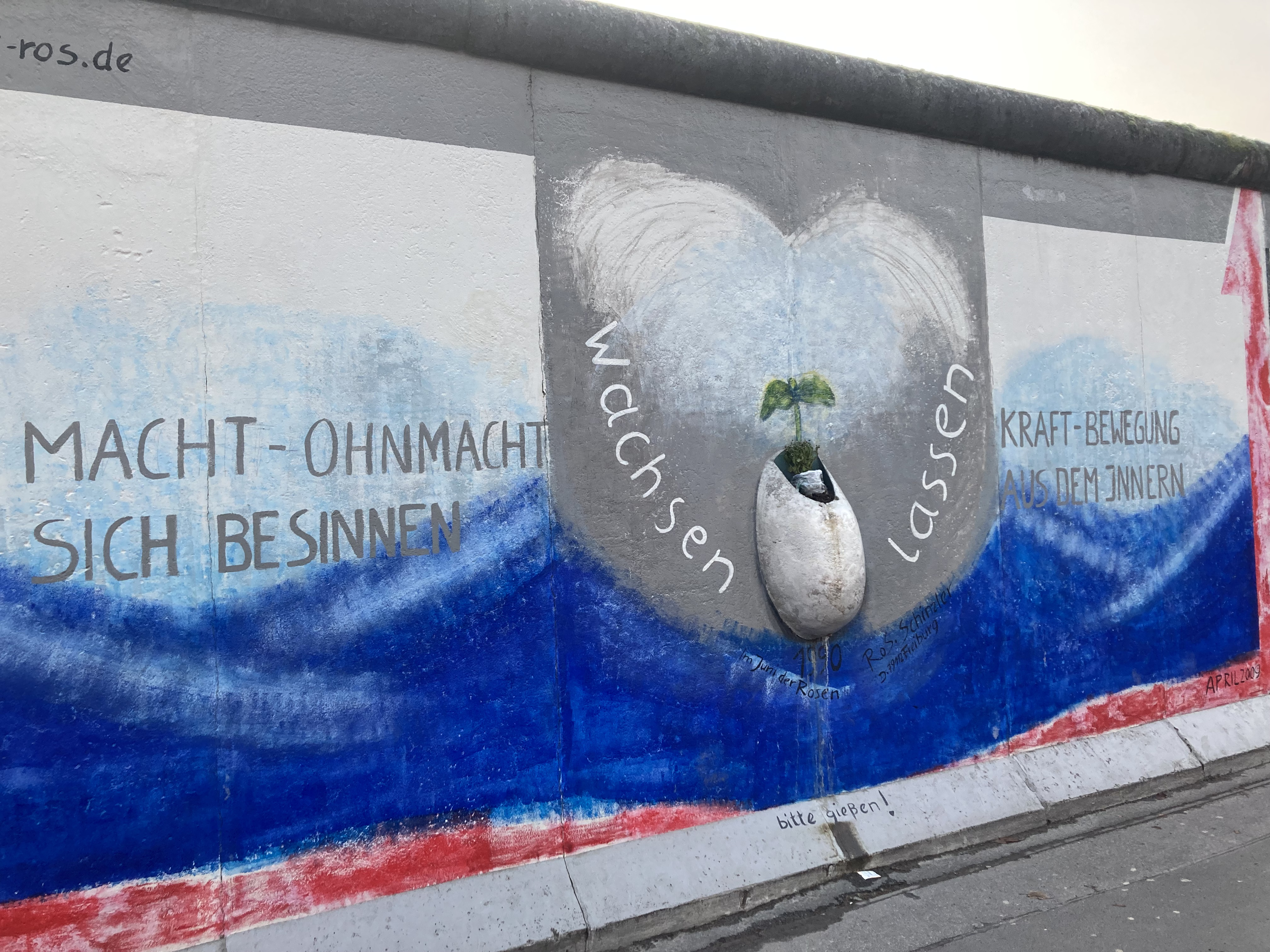
Rosemarie Schinzler: Wachsen lassen
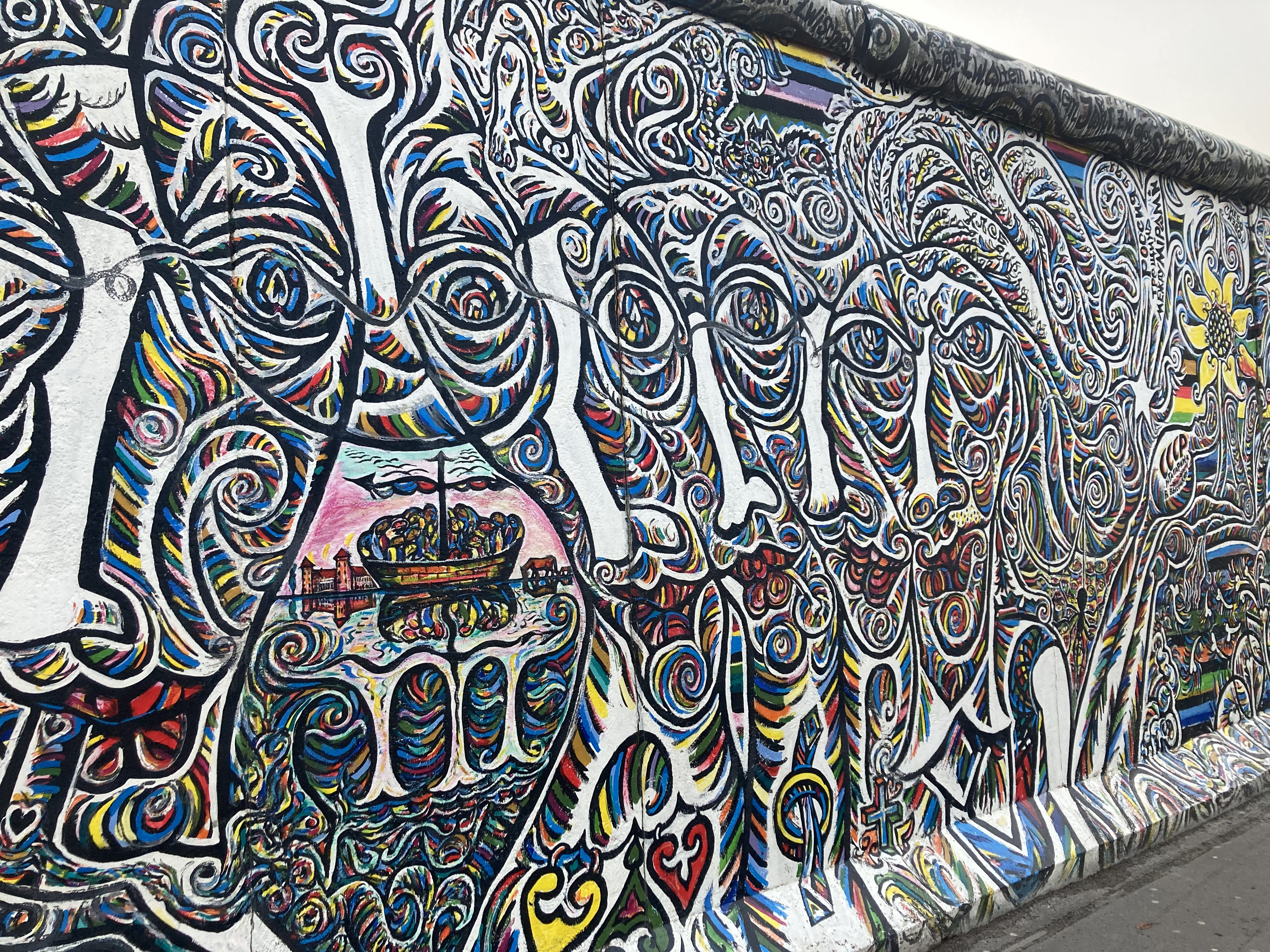
Schamil Gimajew: Wir sind ein Volk
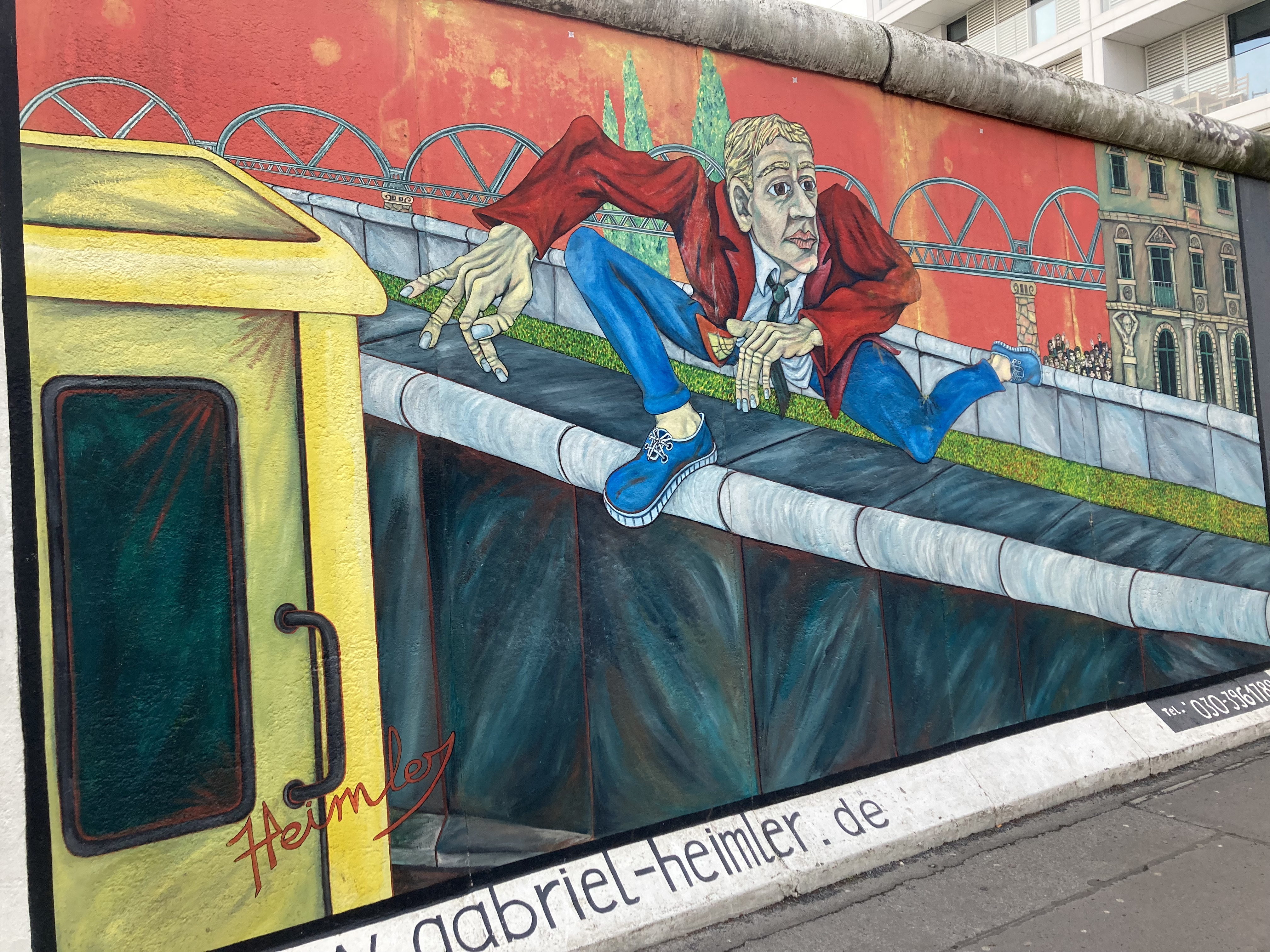
Gabriel Heimler: Mauerspringer
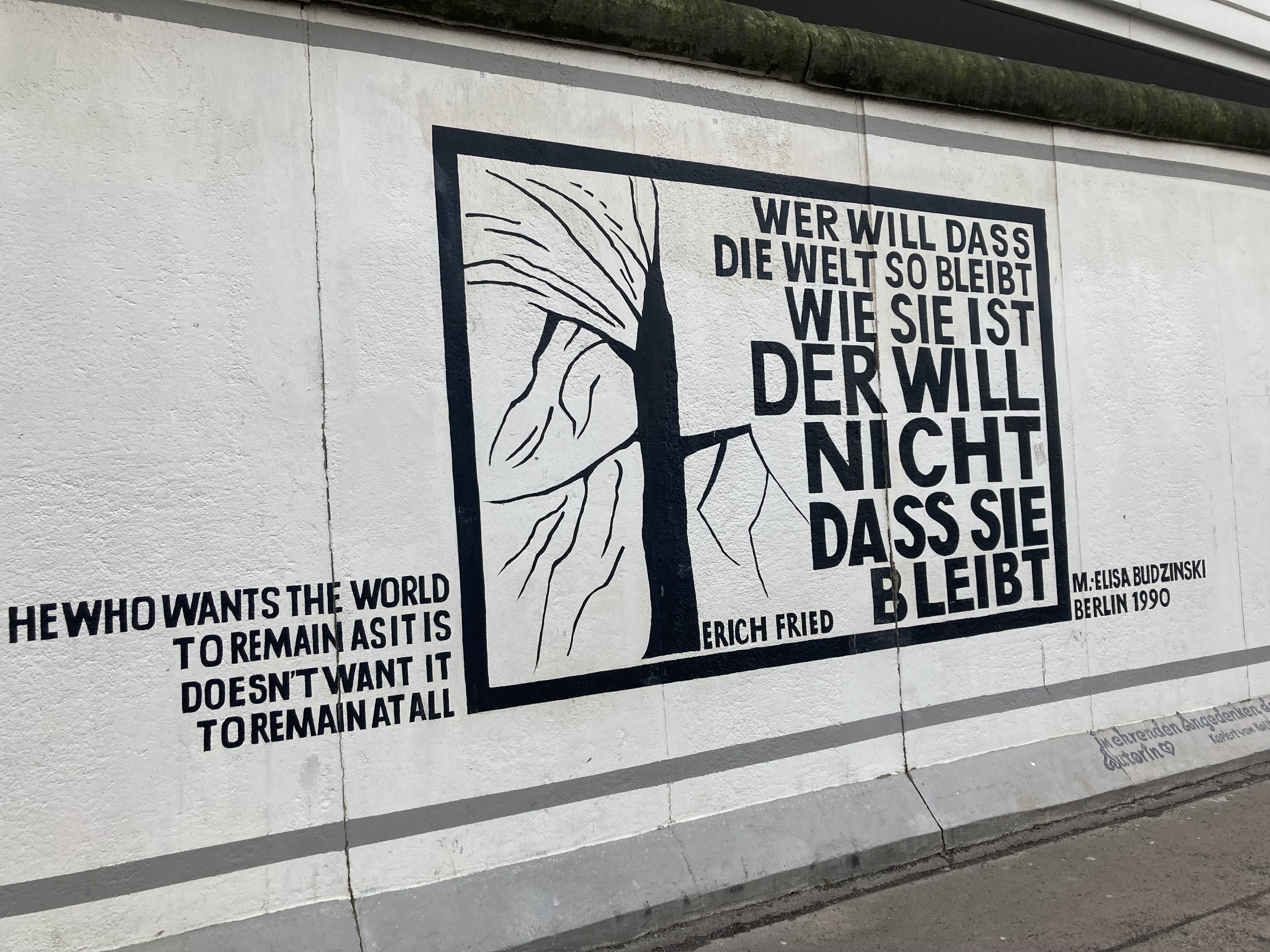
Elisa Budzinski: Wer will, dass die Welt …
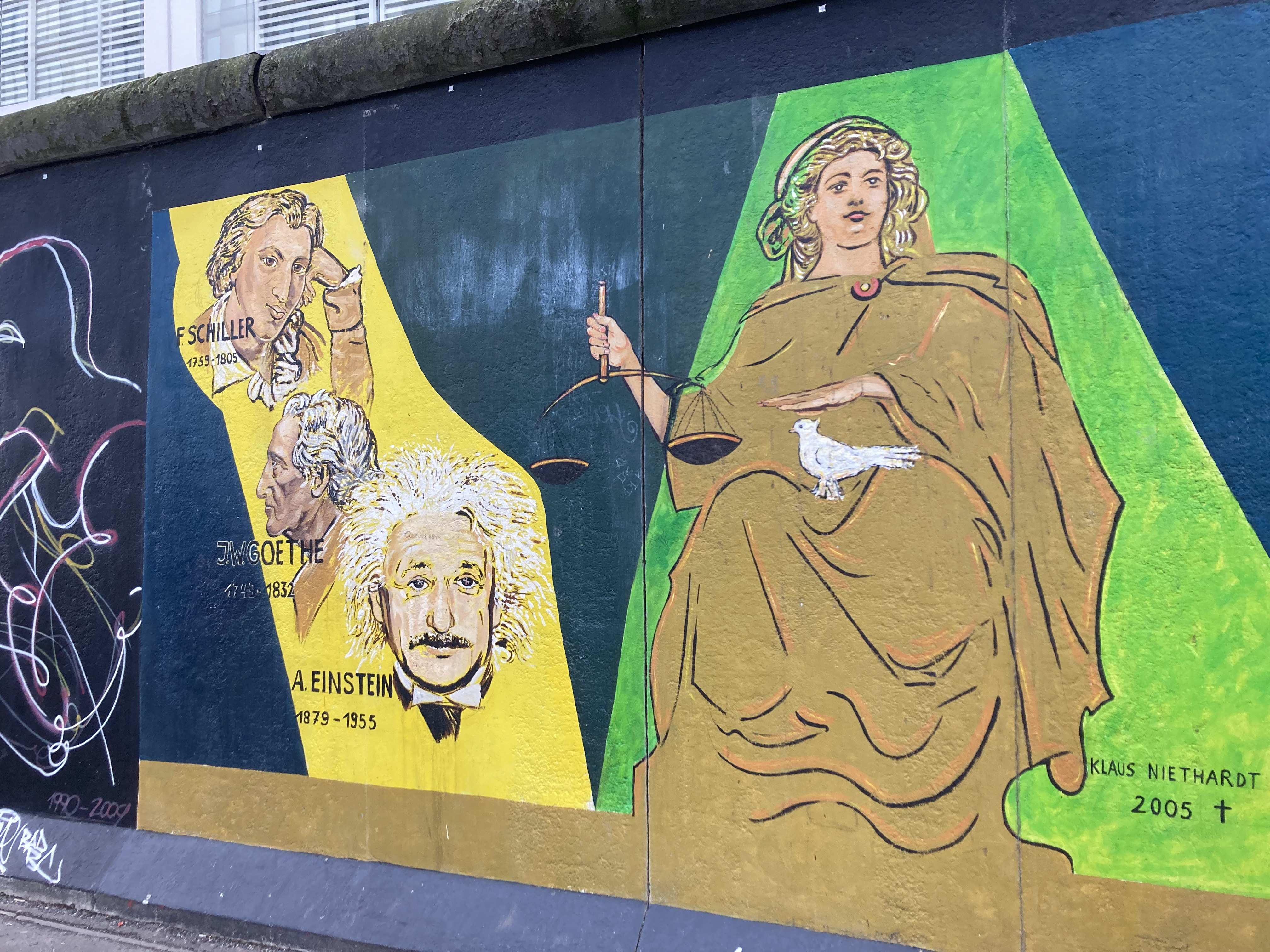
Klaus Niethardt: Justitia
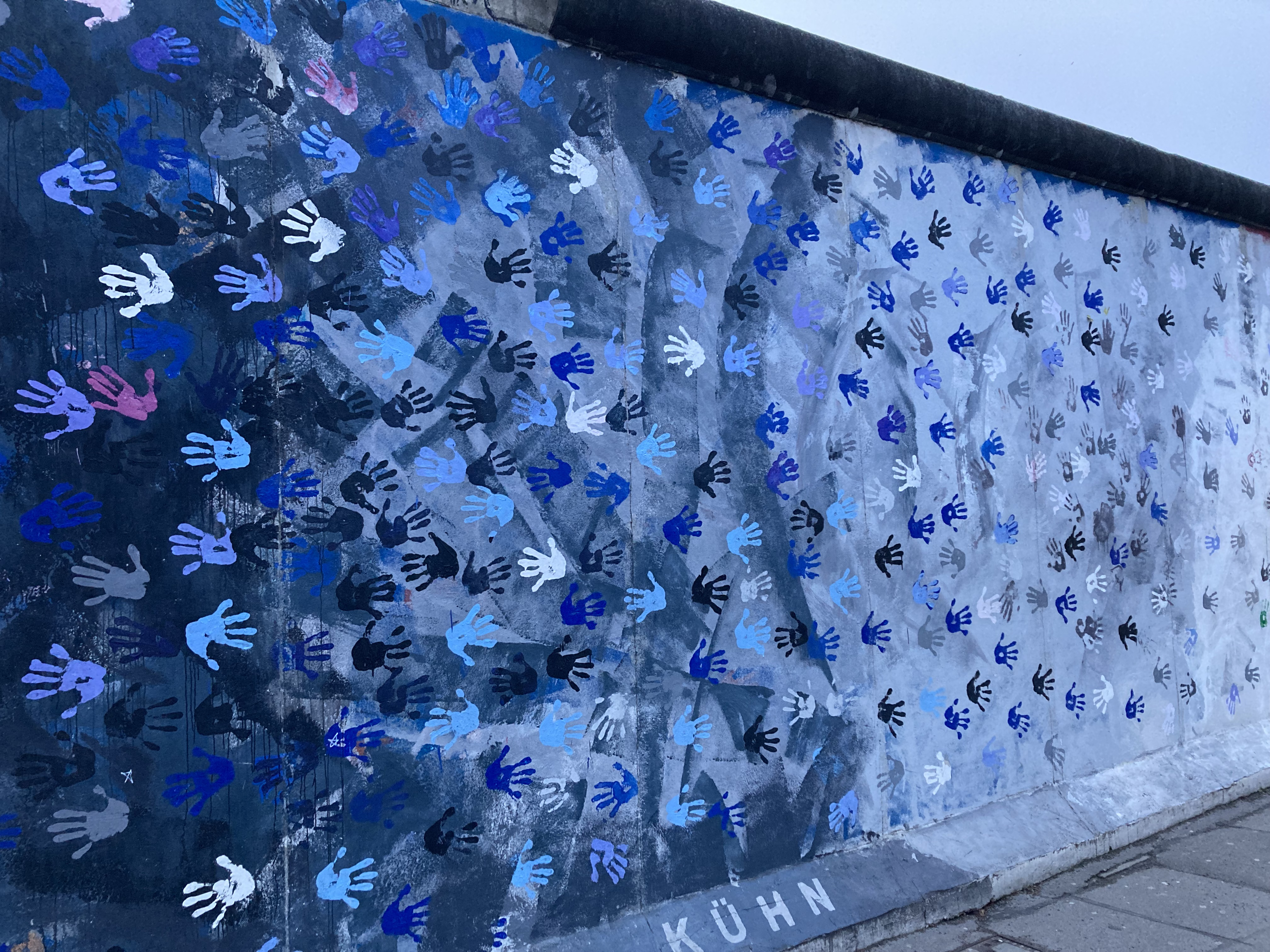
Christine Kühn: Touch the Wall
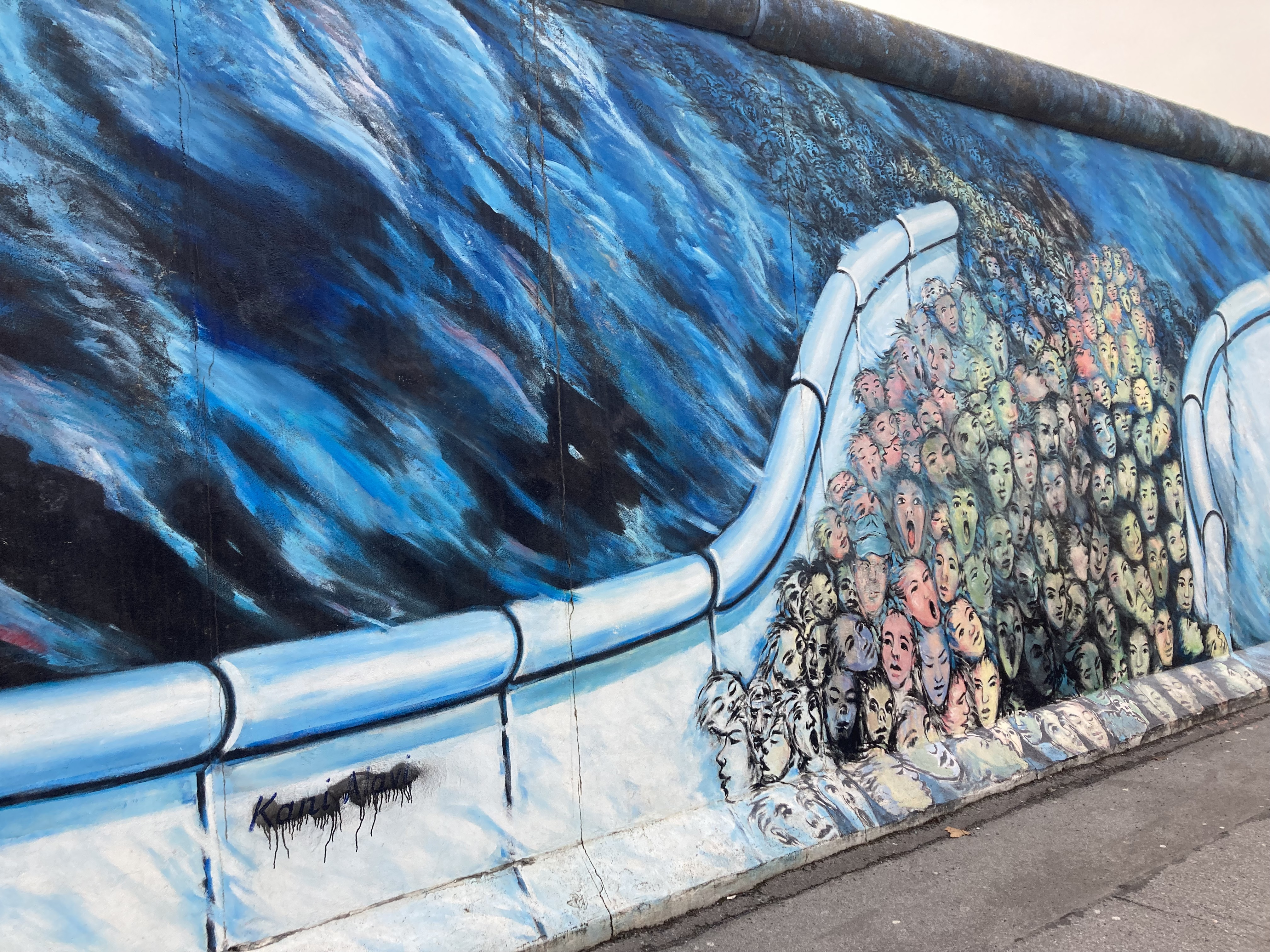
Kani Alavi: Es geschah im November
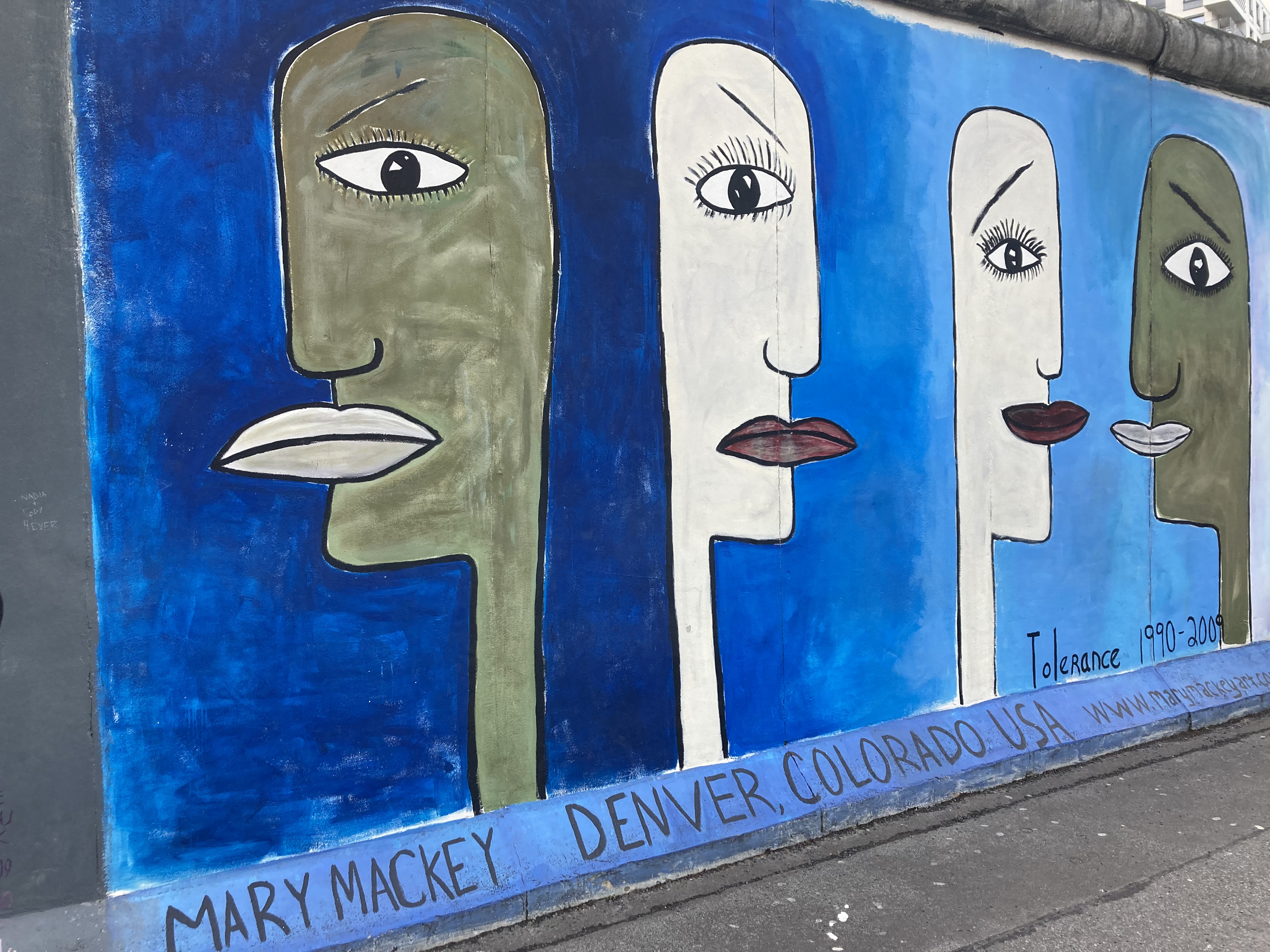
Mary Mackey: Tolerance
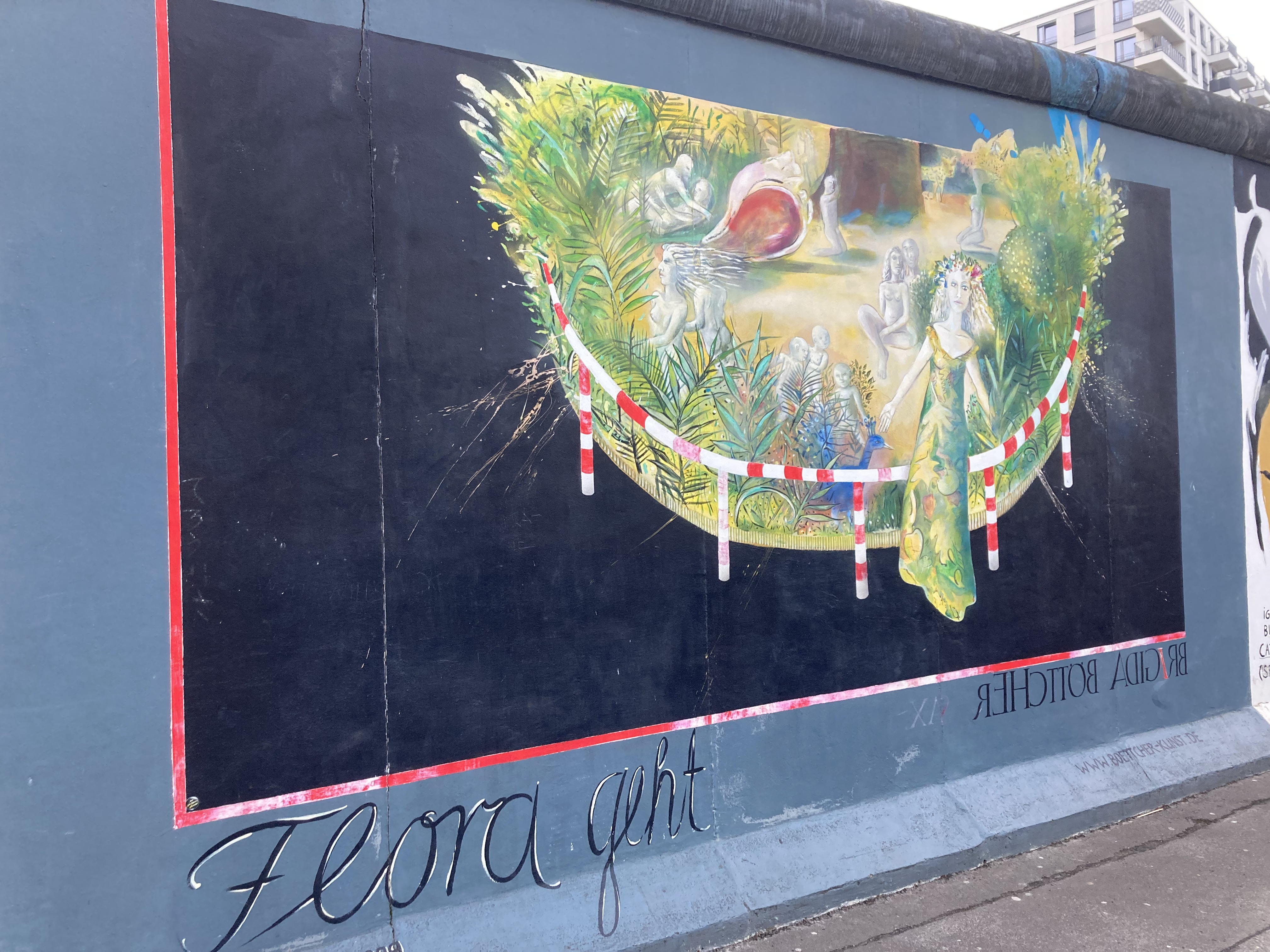
Brigida Böttcher: Flora geht
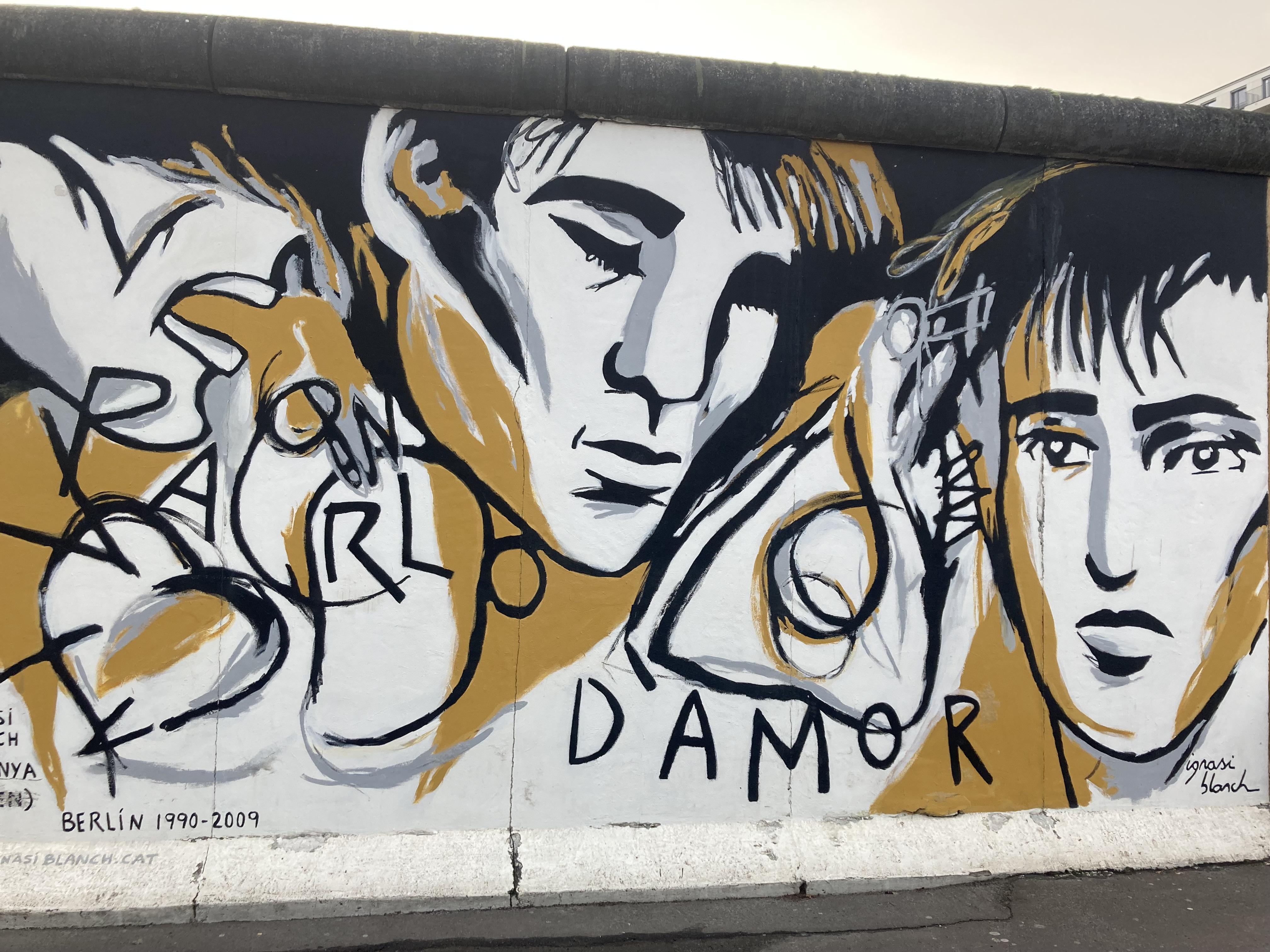
Ignasi Blanch: Parlo d'Amor

## Auszeichnungen
- 2010: 1. Sonderpreis „Gelebte Einheit“ „365 Orte im Land der Ideen“ unter Schirmherrschaft von Bundespräsident Horst Köhler getragen von der Bundesregierung.[22][23]